# 南昌市
南昌市（南昌贛語：/lan³⁵ tsʰɔŋ⁴⁴ sɿ¹¹/），简称洪、昌，古称豫章、洪州、隆兴、龙兴、洪都、洪城、钟陵，别称“天下英雄城”，是中华人民共和国江西省省会、国务院批复确定的中国长江中游地区重要的中心城市、鄱阳湖生态经济区中心城市 、Ⅰ型大城市 。
南昌位于江西省北部，市境北临九江市，西界宜春市，南达抚州市，东接上饶市。地处鄱阳湖平原腹地，东南部地势平坦，西北部为丘陵。有“粤户闽庭，吴头楚尾”、“襟三江而带五湖”之称，“控蛮荆而引瓯越”之地，赣江、抚河纵贯市境中部，往北注入鄱阳湖，境内湖泊众多，有青岚湖、军山湖、金溪湖、瑶湖、南塘湖等。南昌是国家历史文化名城、中国首批低碳试点城市、全国文明城市、国家卫生城市、国家水生态文明城市、国家森林城市、国家园林城市、全国双拥模范城、国家创新型城市、国际湿地城市。
南昌建城史逾二千二百年，有海昏侯墓、滕王阁、绳金塔、八大山人纪念馆等名胜古迹，全国性综合交通枢纽、航空工业基地和光电产业基地，是中国唯一一个毗邻长江三角洲、珠江三角洲和海峡西岸经济区的省会城市，也是华东地区重要的中心城市之一。“初唐四杰”王勃在《滕王阁序》中称其为“物华天宝、人杰地灵”之地；南唐时期南昌府称为“南都”；民国十六年（1927年）八一南昌起义，在此诞生了中国共产党第一支独立领导的人民军队，是著名的革命英雄城市，被誉为军旗升起的地方；新中国成立后，南昌制造了新中国第一架飞机、第一批海防导弹、第一辆摩托车、拖拉机，是中国重要的制造中心、新中国航空工业的发源地。

## 名称由来

### 行政名
南昌历史上作为二级行政区的正式专名有六个。
- 豫章：汉高祖五年（前202），立豫章郡，其名来源有几种说法。[6]
  - 1.《汉官仪》豫章城南门有大樟树，（豫，乐也；章，即樟树）“树生庭中，故以名郡”。[6]
    - 豫章郡的名字来源于樟树，因为江西有很多高大茂盛的樟树。这些樟树的主干高大，枝叶茂密，气势雄伟。豫章这个名字不仅显示了江西丰富的物产，也寓意着这个地方兴旺发达。东汉时期的人应劭在《汉官仪》中说，因为这些樟树生长在庭院中，所以就用它们来命名郡名。同时，《说文》中说“豫”是大象的象征，而大象是很大的动物，所以凡是大的东西都可以叫豫。章和樟是同一个字。另外，《尔雅释诂》中说“豫”也代表着快乐。樟树高大茂盛，能给人们带来阴凉和快乐，所以以豫章为郡名也表达了人们对美好生活的向往和追求。历史上有很多文人墨客都赞美过豫章郡和樟树，比如元代的包希鲁写了《豫章赋》，清代的龚元玠也写了《豫章赋·序》。他们都称赞豫章是南方的大木，非常珍贵。据光绪年间的《江西通志》记载，豫章郡城南有棵樟树长了几十丈高，因为这个原因，豫章郡被命名为这个名字，而且到了晋朝的永嘉年间（307~313年），这棵樟树还非常茂盛。这说明江西以出产樟树而闻名，这种传统一直延续到现在。[7]:17。

  - 2.赣有豫章水，《水经注》似因此水为其地名。[6]
  - 3.《左传》春秋时的豫章，皆在江北淮水南，“汉移其名于江南，置郡”。[6]
- 洪州：开皇九年（589），废除豫章郡，设立洪州总管府[8]:99；因南昌西山有洪崖，相传黄帝乐臣伶伦世称洪崖先生在此创作音律。[6]
- 南昌：南唐交泰二年（959）升洪州为南昌府，名取府治南昌县。
  - 南昌县：汉高祖五年（前202），设南昌县，首立南昌以豫章郡之附郭，取吉祥之意“昌大南疆”、“南方昌盛”，故而得名。[6]

- 隆兴：宋朝隆兴元年(1163)升洪州为隆兴府，以年号称名。[6]
- 龙兴：元至元二十一年(1284)以避裕宗讳改隆兴路置[9]
- 洪都：元至正二十二年(1362)朱元璋置洪都府。[8]:100因隋、唐、宋三代南昌曾为洪州治，又为东南都会而得名。唐王勃《滕王阁序》：“南昌故郡，洪都新府。[10][11]

### 非行政名
南昌有三个常见别名，钟陵是县级专名，洪城是借用古称的俗称名，英雄城则是因历史事件的形成的俗称名。
- 钟陵：宝应元年（762年）避代宗(李豫)讳，豫章县（包含今南昌市区和南昌县、新建区、进贤县）更名钟陵县 (唐朝)。[12]:3名取自境内曾设立的钟陵县 (东吴)。
  - 钟陵县：太康元年（280年）钟陵镇升为钟陵县 (东吴)，隶于豫章郡。[13]
    - 钟陵镇：建安中期，孙权据吴，析南昌地置富城、钟陵、宜丰三镇。[13]
- 洪城：有多种说法
  - 南昌历史上曾称洪州、洪都府，俗称洪城是南昌的老称呼，借用古称，故名。[14][15]
  - 一说为洪姓家族曾为南昌的名门郡望；[15]
  - 另一说是因为南昌地处赣江，鄱阳湖和长江，两江一湖的交汇地带，“襟三江而带五湖”，历来洪水肆虐，这里的先民饱受洪水之苦。面对天灾，他们没有一味的埋怨老天的不公抑或迁徙他所安家，而是勇于直面大自然的考验，在一股韧劲和一腔信念的支持下，每遇洪水都能战而胜之，是他们保证了南昌的繁荣。为了使后来人居安思危，并让治水精神能千古永驻，先民们就用“洪城”二字树立起了一座不倒丰碑。[15]
- 英雄城：因南昌起义在这里打响而得名。[16]

## 历史

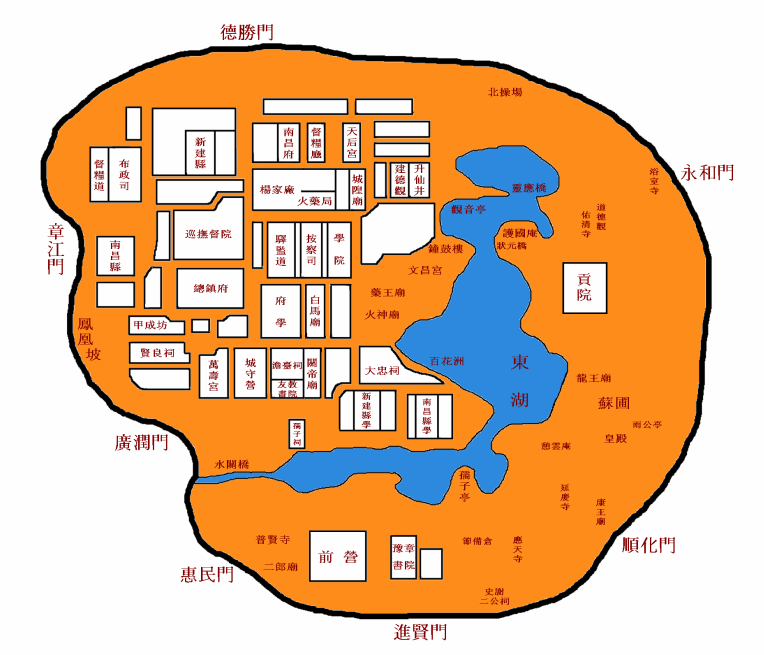
南昌旧城地图

### 史前至魏晋
南昌是一座历史悠久的文化古城。南昌市管理的安義縣曾出土五十萬年前的舊石器。早在五千多年前，就已有人在此生产生活。至三千年前，北至艾溪湖，南至青云谱，这一弧形地带形成了古代南昌居民的聚集区。
汉高祖五年（前202年），汉将灌婴驻军当地，设豫章郡。次年修筑城池，城址在今南昌火车站东南约4公里的黄城寺，城周长十里八十四步，称为“灌婴城”。首建“南昌县”为豫章郡之郡治，以“昌大南疆”之意，定名“南昌”。
三国时为东吴豫章郡；两晋及南朝时为豫章郡、豫章国。这一时期，伴随着中原文化南渡，南昌城有著長足的发展，逐渐成为华夏南朝版图上的重要城市。

### 隋唐至五代
隋唐称洪州，水陆通利，经贸发达，已然是东南重镇，一度曾為包含今日江西、湖南大部、湖北东南部、安徽南部、贵州大部的江南西道的道治，且以“洪州禅”、“洪州窑”、“滕王阁”而闻名，时人誉为“洪都”。622年（唐武德五年），平定地方割据势力林士弘，复为洪州，设总管府。625年（武德八年），改为都督府。贞观初属江南道，733年（开元二十一年）属江南西道，742年（天宝元年）改洪州为豫章郡，758年（乾元元年）再称洪州。建中年间（780-783），置江南西道观察使。865年（咸通六年），升为镇南军节度使。唐朝中后期又先后改为都督府、江南西道。唐代洪州已成为江南一大都会，尤以造船、造纸、印刷、纺织、兵器、金、银、铜器制造较突出。洪州窑是中国青瓷的发源地，所烧制的青瓷远销海内外，质地优良，也是皇家贡品之一，是中国历史上六大名窑之一。
五代时期，南昌的经济与战略地位愈加凸显，南唐中主李璟于交泰元年（959年）升洪州为南昌府，并于宋建隆二年（961年）将都城从江宁迁往南昌，号“南都”。

### 宋元至明代
北宋称洪州；南宋隆兴元年（1163年）以孝宗潜藩升为隆兴府。两宋时期的南昌文化兴盛、田亩富庶，经济繁荣，造船业发达，为知名的造船中心；宗教事业繁荣，孕育出了道教净明道。城市格局进一步拉大，主城池拥有城门十六座。
蒙元时期称江西为隆兴路 ，后又改为龙兴路，是含今天江西、广东在内的江西行省治所，成为华中最大城市之一，中南重镇。
明初朱元璋命其侄朱文正都督南昌，大规模改建了城池，造就了七门格局，称洪都府。随后，在南昌及附近发生了决定天下兴亡的战役：洪都保卫战、鄱阳湖之战。后又改名南昌府。明代的南昌市井文化繁荣，儒学兴盛，商业、农业、手工业均十分发达。江右商帮成为全国三大商帮之一。明末南昌为南方反清勢力的主要据点，被清军攻克后城市遭受到屠戮。

### 清代至民国

荷兰人约翰·纽霍夫在1665年所画的南昌风景图

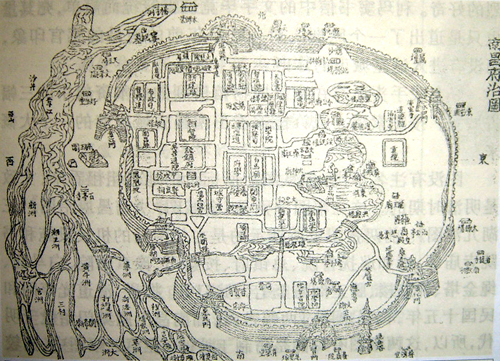
南昌府

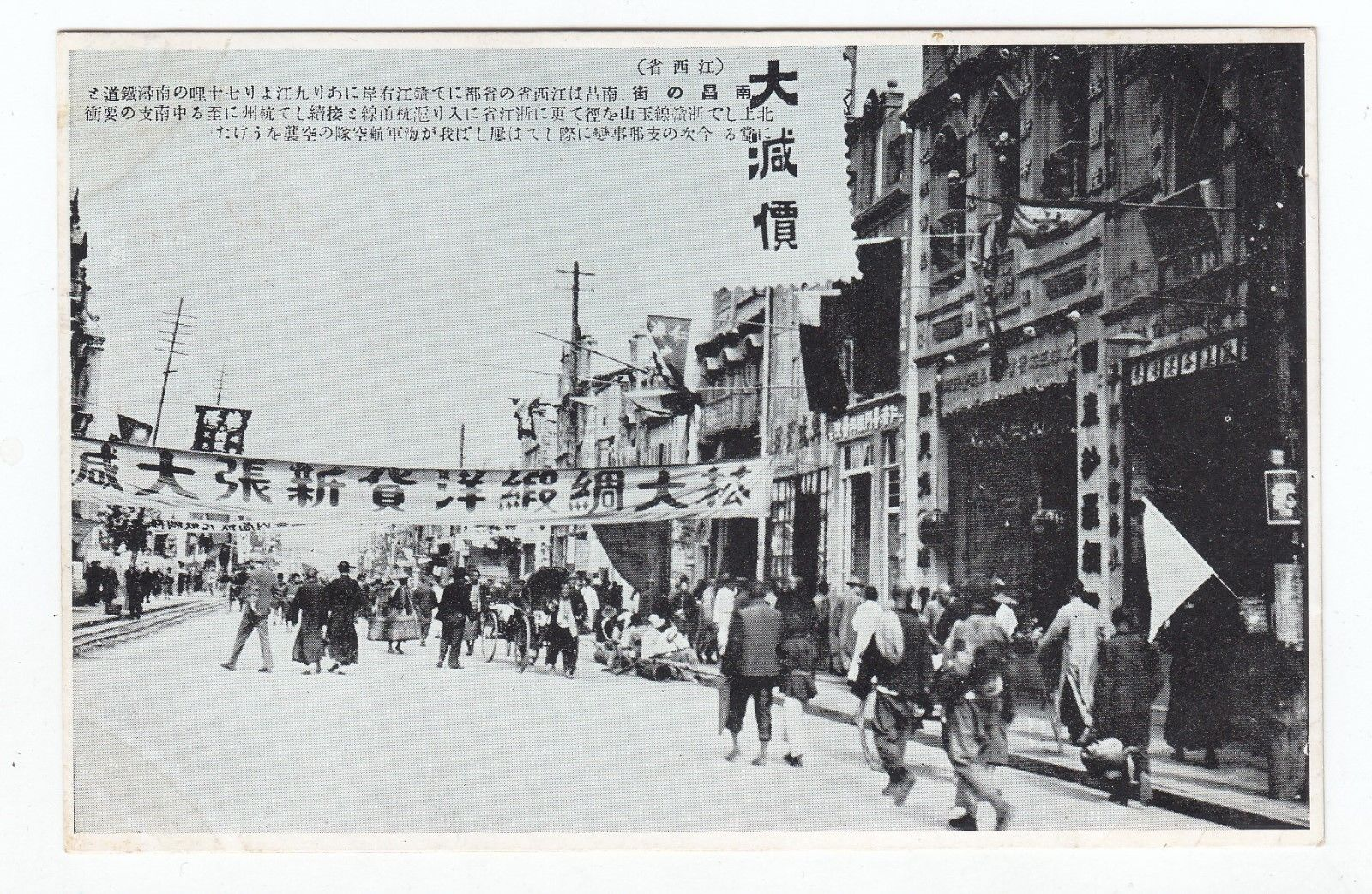
民国年间的南昌

清代南昌仍称南昌府，领七县一州，以发达的市镇经济和码头贸易、丰饶的物产著称，是长江下游三角洲外罕有的重赋地区，南昌设有抚台衙门、藩台衙门、臬台衙门和道尹衙门。明清时期，统治当局在南昌为首推动了“江西填湖广，湖广填四川”的人口大迁徙运动。时至今日，湖南人多称江西人为老表，江西人在人口迁徙中不断传播江西的文化、商业，南昌成为当时的江南核心城市之一。清末太平天国曾经围攻南昌三月而不克，南昌的城市面貌受到严重破坏，人口锐减、经济衰退。随着京广铁路的修建以及沿江城市开埠，南昌失去了过去直达广州，专属南北交通要道枢纽的身份，逐渐走向衰落。
民国二年（1913年），为豫章道。民国十五年（1926年）國民革命軍北伐攻克南昌，1927年8月1日中国共产党针对中国国民党的武力清党政策，在南昌发动武装暴动，史称南昌起义。

### 南昌国民政府（1928年—1939年）
南昌国民政府，位于江西省南昌市抚河区（现南昌市西湖区），为当时中华民国的军政权中心，从事控制，派遣，指令等重要国家事物和国家首领会议。1928年10月，国民政府在刚落成两个月的江西省立图书馆设“陸海空軍總司令南昌行營”，蒋中正坐镇于此指挥对中央苏区的围剿，南昌一度成为全国军政中心，时称第二首都。1934年，国民政府在南昌发起“重整道德、改变社会风气”的“新生活运动”。1939年春夏之际，中日双方为争夺南昌城展开南昌会战，后中国军队败退，南昌沦陷。1945年抗战胜利，第五受降区受降仪式在南昌举行，日军第11军司令笠原幸雄在降书上签字投降。

### 1949年至今
1949年5月21日，中國人民解放軍第二野戰軍第4兵团37师攻克南昌。中共建政后，南昌逐渐发展为一个工业城市。南昌制造了中华人民共和国的第一架飞机、第一批海防导弹、第一辆摩托车、拖拉机，是重要的制造中心。南昌区位优势独特，成为沪昆高铁、沪深高速铁路、沪广高速铁路、京九高铁、福银高铁等线路交汇的全国综合交通枢纽之一。

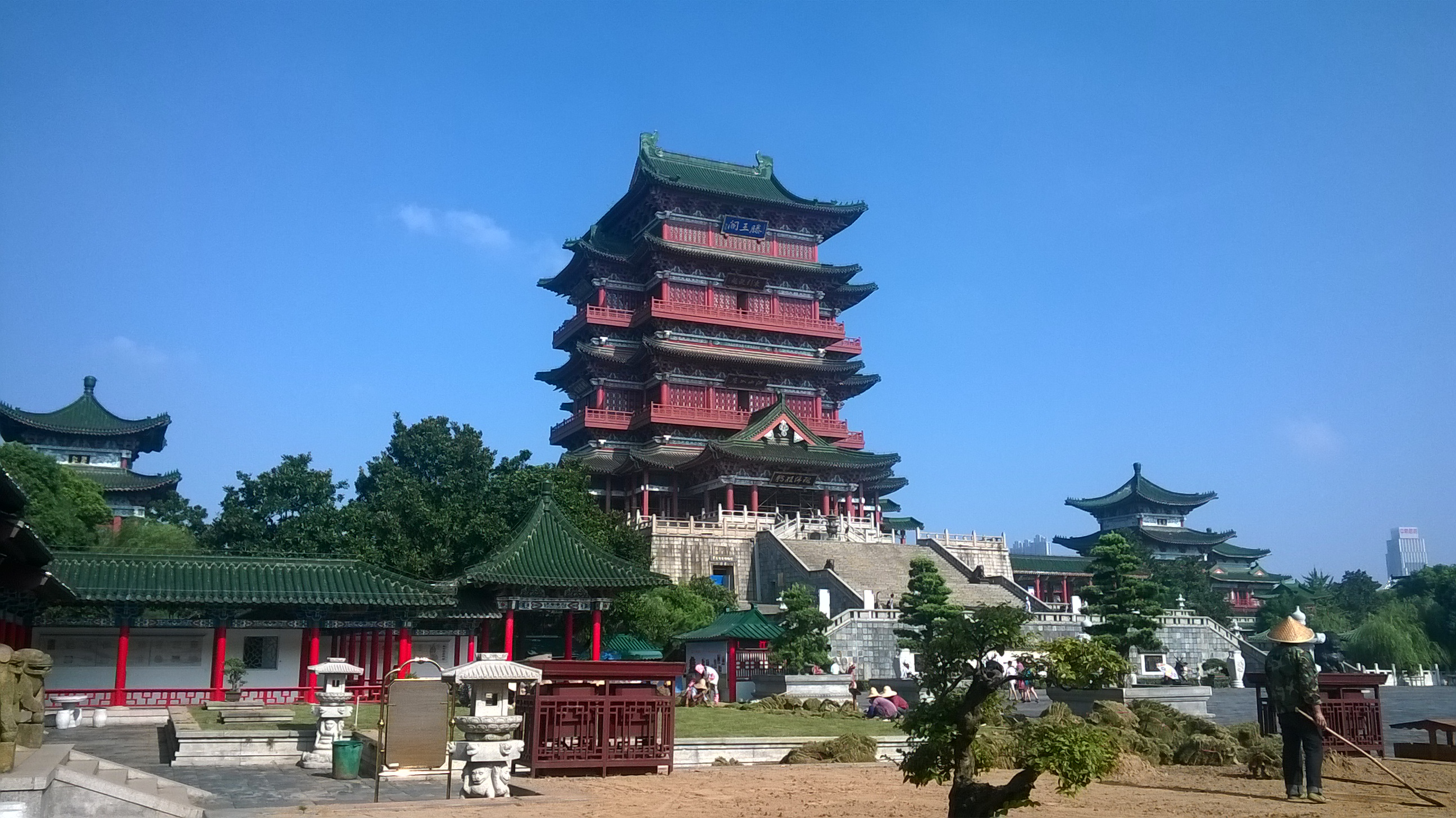
滕王阁

1986年被列为国家历史文化名城。曾荣获“国家卫生城市”、“国家园林城市”等称号；2006年被《新闻周刊》评选为世界十大最具經濟活力城市。2014年荣获国家卫生城市。2011年第七届全国城市运动会的主辦城市。

### 建置区划

#### 汉朝
- 汉高祖五年（前202），灌婴渡江破吴郡，分九江郡（一说庐江郡[24]）立豫章郡，始建南昌县[12]:2高祖六年开始筑城。城初名“灌婴城”，后改名南昌，为豫章郡所在地，与南昌县治同城。取名南昌，寓意为“南方昌盛”和“昌大南疆”。[8]:98郡名豫章的由来，史有三说：一、据应劭《汉官仪》：“豫章城之南门，曰松阳门，门有樟树，高五丈五尺，大二十五围，枝叶扶疏，垂荫数亩”，章即樟树，“豫，乐也”《尔雅，释祜》，以之名郡，意谓乐有此大樟也。二、据汉志记载，“赣有豫章水”，《水经注》云：“似因此水为其地名，虽十川均流，而北源最远，故独受名焉”。三、豫章之名，六见于《左传》，据杜预注：春秋时的豫章，皆在江北淮水南，“汉移其名于江南，置郡”。[8]:98
- 汉武帝元封五年（前106），全国设十三州刺史部，豫章郡属扬州刺史部。豫章郡领县18：南昌（今南昌市）、庐陵（今吉安）、彭泽（今湖口县东）、鄱阳（今波阳县东）、历陵（今德安县东）、餘汗（今余干县东北）、柴桑（今九江市西南）艾（今修水县西）、赣（今赣州）、新淦（今樟树）、南城（今南城县东）、建成（今高安县）、宜春（今宜春）海昏（今永修县）、雩都（今于都县东北）邬阳（今都昌县西）南野（今南康县西南）安平（今安福县东南）。[8]:98
- 公元9年，王莽执政，改国号为“新”。郡县名称改易不少。豫章郡改为九江郡。所辖18县中，南昌改名宜善，艾改名治翰，建成改名名聚，宜春改名修晓，新改名偶亭，庐陵改名桓亭，安平改名安宁，鄱阳改名乡亭，餘汗改名治干，邬阳改名豫章，历陵改名蒲亭，柴桑改名九江亭，海昏改名宜生。[8]:98彭泽、赣、南城、雪都、南埜5县仍用原名。[7]:18
- 东汉·建武元年（25），被王莽改名的郡县全部恢复旧名，豫章辖县仍为18个。[8]:98
- 和帝永元八年（96），于新淦、庐陵之间增立石阳县，于南城西北角增立临汝县；[8]:98
- 永元十六年（104），于海昏西南建立建昌县，另将安平改名为平都侯国。至此，豫章郡共辖21县，即：南昌、艾、彭泽、鄱阳、邬阳、历陵、柴桑、海昏侯国、馀汗、新淦、建城、宜春、南城、平都侯国、庐陵、赣、雩都、南野、临汝、石阳、建昌。郡治南昌。[8]:98
- 东汉灭亡前夕，汉灵帝中平年间（184~189），曾诏令增建新吴（约今奉新县）、上蔡（今上高境）、永修（约今永修境）、汉平（约今清江境）4县，但此时豫章已属孙吴管辖，汉朝政令未能实施。[8]:98

#### 三国
豫章属孙吴统治，为强化政权管理，新的州县不断建立。在今江西境内，孙吴先后分立6郡57县。原豫章郡先后划出了部份地域分置庐陵、鄱阳、临川等郡，领地面积大为减少。豫章郡辖17县：南昌、海昏、新淦、建城、上蔡、永修、建昌、吴平（今新余东北）、西安（今武宁西）、彭泽、艾、宜丰、阳乐（今万载东北）、富城（今丰城南）、新吴、宜春、平都。郡治南昌。:98~99
- 庐陵郡建立的时间迄无定说，只知是三国时期建立。郡治西昌县，今泰和县。[7]:20
- 建安十五年(210)立鄱阳郡，郡治鄱阳县。[7]:21
- 太平二年(257)分豫章东部南城、临汝县建立临川郡，郡治南城县。[7]:21
- 宝鼎二年(267)分豫章、庐陵、长沙3郡地建立安成郡。郡治平都县（原安平县，今安福县）。[7]:21
- 嘉禾五年(236)庐陵南部都尉，治所雩都县（今于都县）[7]:21
  - 建安中期，孙权据吴，析南昌地置富城、钟陵、宜丰三镇。[24]
  - 三国吴大帝黄武年间，析建成、上蔡增置宜丰、阳乐二县，[25]
  - 魏文帝黄初二年（221年），封孙权为吴王。孙权析南昌县南境为富城县（今之丰城市），属豫章郡。[12]:2
  - 吴末宝鼎二年（267），划出平都、宜春，另组安成郡，豫章郡减为15县。[8]:98~99

#### 晋朝
西晋时，豫章郡初属扬州。晋灭吴后，增置钟陵县，又将富城改丰城、西安改豫宁、上蔡改望蔡、阳乐改康乐，豫章郡辖县增到16，即：南昌、丰城、建昌、艾、豫宁、新吴、钟陵（今进贤西北）、彭泽、海昏、永修、建城、望蔡、康乐、新淦、吴平、宜丰。郡治南昌。:99
- 太康元年（280年）豫章郡属扬州。[12]:2南昌县钟陵镇升为钟陵县，隶于豫章郡。[13]

- 晋惠帝元康元年（291），“荆、扬二州疆土广远，统理尤难，于是割扬州之豫章、鄱阳、庐陵、临川、南康、建安、晋安，荆州之武昌、桂阳、安成合十郡，因江水之名而置江州。”（《晋书卷十五》）。州治南昌，豫章郡属江州，即州郡县同治。[8]:99
- 永嘉元年（307年）《晋书》：彭泽改隶浔阳，省宜丰、钟陵归属南昌县。[12]:2
- 东晋元帝建武元年（317），晋室迁都建康后，江州的战略地位愈加重要，江西地区从设置江州以后不再隶属别州，成为单独的最高一级地方行政单位，豫章也成为中国东南部的一个重要行政中心。[8]:99
- 成帝咸康六年（340），徙州治浔阳。[8]:99
- 东晋孝武帝太元十四年（389），豫章郡太守范宁，扩建南昌城，城区范围进一步扩大。[8]:99
- 梁大平二年（557），复徙州治南昌。[8]:99

#### 南北朝
南朝时期，政权多次更替，州郡设置变动频繁。豫章郡仍属江州，郡治南昌，但辖县屡有变动。:99
宋齐两朝领县12：南昌、丰城、建昌、豫宁、艾、新吴（海昏并入）、永修、建成、望蔡、吴平、康乐、新淦。:99
梁朝领县8：南昌、钟陵、建城、望蔡、吴平、康乐、新淦、钟陵。:99
陈朝领县8：南昌、钟陵、建城、望蔡、吴平、康乐、西昌（今宜丰北）、新淦。永定三年，新淦划归巴山郡。:99
- 南朝宋（420～479年）属江州豫章郡。[12]:2
- 《宋书》元嘉二年（425年）废海昏县。[12]:2
- 梁（502～557年）属豫章王国。[12]:2
- 梁末置豫宁郡，豫章郡存县八，大同二年（536年）移丰城属巴山郡，存县七，复置宜丰、钟陵，领县九。[12]:2
- 陈（557～589年）属江州豫章郡。[12]:3
- 永定二年（558年），移新淦属巴山郡，存县八；[12]:3

#### 隋朝
隋统一后，撤并州县，对州、郡、县三级政区制度进行改革。隋文帝时，裁撤郡，保留州、县两级。
- 开皇九年（589），废除豫章郡，设立洪州总管府，领县4个，即：豫章（南昌改名，钟陵605年并入[12]:3）、丰城、建昌（撤销豫宁郡，豫宁、艾、新吴、永修4县并入）、建成（望城、宜丰、康乐三县并入）。府治南昌。[8]:99
- 隋炀帝大业二年（606），改州为郡，洪州总管府改为豫章郡，领县与前相同。[8]:99

#### 唐朝
随着人口的增加和经济的发展，州县设置增多。同时，在全国各战略重地曾先后建立总管府、都督府、节度使等军政机构，成立了道一级监察区。南昌地区的行政建置有过多次较大的变动。:99
- 武德五年（622），改豫章郡为洪州，设总管府，管洪、饶、抚、吉、虔、南平6州。同时，将洪州一分为三：即南昌州、孙州、洪州。将建昌县升南昌州，领建昌、新吴、龙安（原豫宁改）、永修4县，治建昌；划豫章郡西北地（今新建县境）设孙州，治石头渚；洪州领豫章（原南昌县改）、钟陵（豫章析置）、丰城3县，治豫章。[8]:99
- 武德七年（624），废孙州与南昌州，分别并入豫章县和建昌县，隶洪州。洪州辖县增至4个。[8]:99
- 武德八年（625），洪州总管府改洪州都督府，辖州同前，府治洪州。[8]:99
- 贞观元年（627），分全国为10道，洪州属江南道。[8]:99
- 贞观二年（628），洪州都督府，督洪、饶抚、吉、虔、袁、江、鄂等州，长安四年（704），督洪、袁、吉、虔、抚5州。府治均设于洪州。[8]:99
- 开元二十一年（733），分全国为15道，洪州属江南西道。[8]:99
- 天宝元年（742）州改郡，洪州复改豫章郡。[8]:99
- 乾元元年（758），郡改州，豫章郡称洪州，置洪吉都防御团练观察处置使，兼莫徭军使，领洪、吉、虔、抚、袁5州：次年，于洪州置南昌军；[8]:99
- 广德二年（764），洪吉都防御团练观察处置使更名为江南西道观察使，治洪州，辖洪、饶、吉、江、袁、信、虔、抚8州。[8]:99
- 建中四年（783）升节度使；[8]:99
- 贞元元年（785），废节度使，复置都团练观察使；[8]:100
- 元和六年（811），废南昌军；[8]:100
- 咸通六年（865），升镇南军节度使；[8]:100
- 乾符六年，再废节度使，置江南西道观察使；[8]:100
- 龙纪元年（889），复升镇南军节度使。使所均设洪州。[8]:100
- 唐代中后期，洪州（豫章郡）领7县：南昌、丰城、高安、建昌、新吴、武宁、分宁。州（郡）治南昌。其间，宝应元年（762），为避代宗讳，洪州辖县豫章改为钟陵县，豫宁县改为武宁县，贞元中（785~804），钟陵县又复改为南昌县。[8]:100

#### 五代十国
- 五代时，仍继续唐朝洪州建制。杨吴政权时，洪州领县7：南昌、建昌、吴皋（丰城改）、武宁、分宁、新吴、高安。州治南昌。[8]:100
- 南唐时，初为洪州。[8]:100
- 南唐交泰二年（959），南唐李璟以“国境弱”，“建康与敌境隔江而已。今吾徙都豫章，据上流而制根本，上策也”，决计迁都。同年，升洪州为南昌府，领县7：南昌、丰城（吴皋改回）、奉新（新吴改回）、靖安（析建昌、奉新、武宁部份地区置）、武宁、分宁、建昌，府治南昌。[8]:100
- 公元961年二月，李璟从建康迁都南昌，3月到达，6月病死。其子李煜仍以金陵为国都，南昌作为南唐的都城，前后约4个月，而其南都的建制，则维持到开宝八年（975）宋灭南唐时止。[8]:100

#### 宋朝
宋时，将唐朝的“道”改为“路”，并增置新的州、军、县。:100
- 开宝八年（975）宋灭南唐，改南昌府为洪州，领县7：南昌、丰城、奉新、靖安、武宁、分宁、建昌。[8]:100
- 太平兴国六年（981），析南昌西北部地域增置新建县，隶洪州。[8]:100
- 至道三年（997），分全国为15路，洪州属江南路。[8]:100
- 天禧四年（1020），江南路分东、西二路，洪州属江南西路。江南西路辖洪、虔、吉、袁、抚6州和临江、建昌、南安、兴国（在今湖北省境内）4军，路治南昌。[8]:100
- 崇宁二年（1103），分出南昌县西南的进贤镇及南昌、新建部分地域置进贤县，隶洪州。[8]:100
- 大观二年（1108），归还新建县原划出地域，析南昌县钦风乡归进贤县。此时，洪州领县8：南昌、新建、丰城、进贤、奉新、靖安、武宁、分宁。此区划建制，沿袭至清末，基本未变。[8]:100
- 建炎元年（1127），开洪州为帅府。[8]:100
- 建炎四年（1130），江南东、西路合并为江南路。[8]:100
- 次年（绍兴元年）（1131），复分为东、西2路，洪州仍属江南西路。江南西路辖洪、江、袁、虔、吉、抚7州和建昌、临江、南安、兴国4军。同年，帅府迁至江州，不久又迁回洪州。
- 宋孝宗为太子时曾镇守南昌，即位后隆兴元年[12]:4（1163年）升洪州为隆兴府，府治南昌，领县同前。[8]:100

#### 元朝
元统一中国后，在全国先后划分11个行中书省（简称行省），江西行中书省开始建立。
- 至元十二年（1275），元兵平定江西，隆兴府名称未变，领8县如宋，并设行都元帅府及安抚司于隆兴。[8]:100
- 至元十四年（1277），改隆兴府为隆兴路，设总管府；行都元帅府改为江西道宜慰司，立行中书省，省治隆兴，是为江西立省之始。[8]:100
- 至元十五年（1278），省治移赣州；次年，复迁返隆兴。[8]:100
- 至元十七年（1280），撒江西行中书省，并入福建行中书省，立宜慰司于隆兴。[8]:100
- 至元十九年（1282），恢复江西行中书省，罢官慰司，省治隆兴。[8]:100
- 至元二十一年（1284），改隆兴路为龙兴路。[8]:100因避裕宗讳而更名。[12]:4
- 大德八年（1304）以后，龙兴路领南昌、新建、进贤、奉新、靖安、武宁6县和富州（至元三十二年，以丰城升）、宁州（大德八年以分宁升）2州。路治南昌。[8]:100

#### 明朝
江西自朱元璋、陈友谅鄱阳湖决战后，就处于朱元璋政权管辖下。:100
- 公元1362年（元至正二十二年）农历正月，朱元璋占领南昌后，改变元朝建制，将龙兴路改为洪都府，依旧置江西行省，治吉安。二月，还治南昌。次年，改洪都府为南昌府。[8]:100
- 洪武九年（1376），江西行中书省改为江西承宜布政使司，俗仍称省，司治南昌。[8]:100
- 明朝时，南昌府领7县1州：南昌、新建、丰城（洪武九年，改富州为丰城县）、进贤、奉新、靖安、武宁、宁州（元分宁县，洪武初改为宁县，弘治十六年，1503年升县为州）。[8]:101

#### 清朝
清代，基本沿用明制。在两江总督下设江西巡抚，总督衙门一度设于南昌。南昌府为江西省首府，领南昌、新建、丰城、进贤、奉新、靖安、武宁和义宁州、铜鼓营（今铜鼓，宜统元年改为抚民厅、隶义宁州）。:101

#### 民国
- 民国元年（1912年）废府及直属州[12]:4此期间县即为二级政区。
- 民国3年（1914年）全省设四道，豫章道[12]:4，驻南昌县（今江西省南昌市城区）。辖南昌、新建、丰城、进贤、南城、黎川、南丰、广昌、资溪、临川、金溪、崇仁、宜黄、乐安、东乡、余江、上饶、玉山、弋阳、贵溪、铅山、广丰、横峰等23县。[7]:68
- 民国15年（1926年）道废，县直隶省，南昌县城设南昌市，市县分治。[12]:4但县治未变动。

行政督察区：
- 民國21年（1932年）10月開始實行行政督察區制：第一區，專署駐南昌縣，轄南昌、新淦、新建、進賢、安義、高安、清江、豐城8縣[26]。後裁撤第一區由省直辖。
- 民國22年（1933年）江西省政府直轄區，轄南昌、新建、豐城、進賢、清江、新淦、高安、九江、德安、星子、安義、湖口、彭澤、都昌14縣。[27]
- 民國24年（1935年）4月[28]；第一區，專署駐武寧縣，轄武寧、南昌、新建、進賢、安義、永修、修水、銅鼓、奉新、靖安10縣。
- 民國28年（1939年）9月，第十一區，專署駐豐城縣，轄豐城、南昌、進賢3縣。
- 民國32年（1943年）原第十一區改稱第一區[29]：第一區，專署駐豐城縣，轄豐城、南昌、新建、進賢、清江、新淦、高安7縣。
- 抗戰結束後，南昌市直屬於省。民國36年（1947年）[30]：
  - 江西省政府直轄區，轄南昌市
  - 第一區，專署駐豐城縣，轄豐城、南昌、新建、進賢、清江、新淦、高安7縣。

南昌市：
- 1925年（民国14年）7月成立南昌市政处，为设市进行筹备事宜。[7]:73
- 1926年（民国15年）底，南昌正式设市，由省政府直辖，原市政处扩充为市政厅，厅署设总镇坡。[7]:73市县分治。[12]:4但县治未变动。
- 1927年（民国16年）4月，南昌市政厅改为委员制。[7]:73
- 1928年（民国17年）市政厅改为市政府，恢复市长制。不久，再改为委员制。[7]:73
- 1932年（民国21年）撤销南昌市但保留辖区监制由省领导[7]:116。
- 1937年（民国26年）6月，省务会议决定自7月1日起成立南昌市政府，任命龚学遂为市长。[7]:73同年县治移至万舍，市县分治。[12]:4
- 1939年（民国28年）3月底， 日军侵人南昌，南昌市政府随同省政府撤退至泰和、宁都，并奉命结束。[7]:73
- 1945年（民国34年）8月，日本宣布无条件投降，抗战胜利结束，在南昌、九江间的全部日军被解除武装。9月，南昌市政府恢复建立。[7]:73
- 民国38年（1949年）5月南昌市解放[8]:101，同年9月6日江西省人民政府公布省行政区划正式确定，设划分为省辖市南昌市和专署南昌专区（原第一区）[7]:86。

#### 新中国
- 1949年7月全市进行区划调整设立了7个行政区，其中六、七两区为农业区；10月根据中央关于“中小城市不设区”的指示精神，又将区的建制撤销，六、七两农业区划归南昌县管辖。[8]:101
- 1951年8月，根据上级指示，恢复区的建制。全市共成立6个区，区辖范围较1949年有所变动，原一、二、五区合并为一、二区，原六、七两农业区改为五、六区。[8]:101
- 1952年5月，五、六两区又分为五、六、七3个区。[8]:101
- 1953年8月，为加强城郊农村工作的领导，成立了南昌市人民政府郊区办事处。[8]:101
- 1953年9月，水上区成立。上述各区，都设置了人民政府。[8]:101
- 1955年2月，根据宪法规定，区人民政府改为人民委员会。[8]:101
- 1955年4月，市辖7个区进行新的命名：一区改名东湖区；二区改名胜利区；三区改名抚河区；四区改名西湖区；五区改名潮王洲区；六区改名青云谱区；七区改名塘山区。[8]:101
- 1956年4月，青云谱、潮王洲、塘山3个郊区撤销，其所辖的28个乡合并为8个大乡，由郊区工作办事处领导。[8]:101
- 1957年5月，水上区撤销，工作划归胜利区负责。[8]:101
- 1958年，郊区工作办事处撤销，青云谱、城南、三家店3个乡合并成立青云谱区，其余各乡分别划归各毗邻城区领导。[8]:101
- 1958年8月，南昌县、新建县2县由南昌专区划归南昌市管辖，1961年7月，又重新划回南昌专区。[8]:101
- 1966年文化大革命开始前，南昌市辖有东湖、胜利、抚河、西湖、青云谱、郊区共6个区。[8]:101
- 1967年南昌、新建2县由宜春专区划归南昌市领导。[8]:101
- 1968年7月，郊区撤销，下属各乡分别划归南昌、新建2县管辖。[8]:101
- 1969年10月，经江西省人民政府批准，以市郊梅岭山区为中心，划出新建、安义、永修3县部分相邻的公社，建立梅岭管理区[8]:101
- 1970年4月，梅岭管理区革命委员会成立[8]:101
- 1972年2月，梅岭管理区改为湾里管理区[8]:101
- 1972年3月，又恢复郊区重新成立郊区革命委员会。[8]:101
- 1972年6月，新建的石岗地区大力开发，设置了石岗镇，由市直辖。[8]:101
- 1973年7月，按照市辖区的建置,建立湾里区。[8]:101
- 1976年，由市所管辖的计有东湖、胜利、西湖、抚河、青云谱、湾里、郊区7个区，南昌、新建2个县和石岗镇。[8]:101
- 1980年6月，东湖、胜利两区合并成东湖区，西湖、抚河两区合并成西湖区，划南昌县罗家镇归郊区领导。[8]:101
- 1983年10月，进贤县从抚州地区划入南昌市，安义县从宜春地区划入南昌市。[8]:101
- 1985年起，石岗镇隶属新建县。[8]:101
- 1985年，南昌市共辖有东湖、西湖、青云谱、郊区、湾里等5个区和南昌、进贤、新建、安义4个县。[8]:101
- 2002年，南昌市郊区更名为青山湖区。[31]
- 2004年因原郊区主管理城郊乡镇区域而其它市辖区主要管理街道社区，在南昌市城区扩大发展中形成大量插花地带，故对东湖区、西湖区、青云谱区、青山湖区进行调整。[32][33][34]
- 2015年8月5日，国务院正式批复了南昌市部分行政区划调整方案，同意撤销新建县，设立南昌市新建区，以原新建县的行政区域为新建区的行政区域，新建区人民政府驻长堎镇新建大道239号。调整后，南昌市辖3县6区，其中城区由东湖、西湖、青云谱、青山湖、新建、湾里6个区组成。
- 2019年12月25日，江西省人民政府发布关于调整南昌市部分行政区划的通知，文件显示：同意南昌市设立红谷滩区；同意撤销南昌市湾里区，将其行政区域并入南昌市新建区。调整后，南昌市辖3县6区，其中城区由东湖、西湖、青云谱、青山湖、新建、红谷滩6个区组成。

## 地理

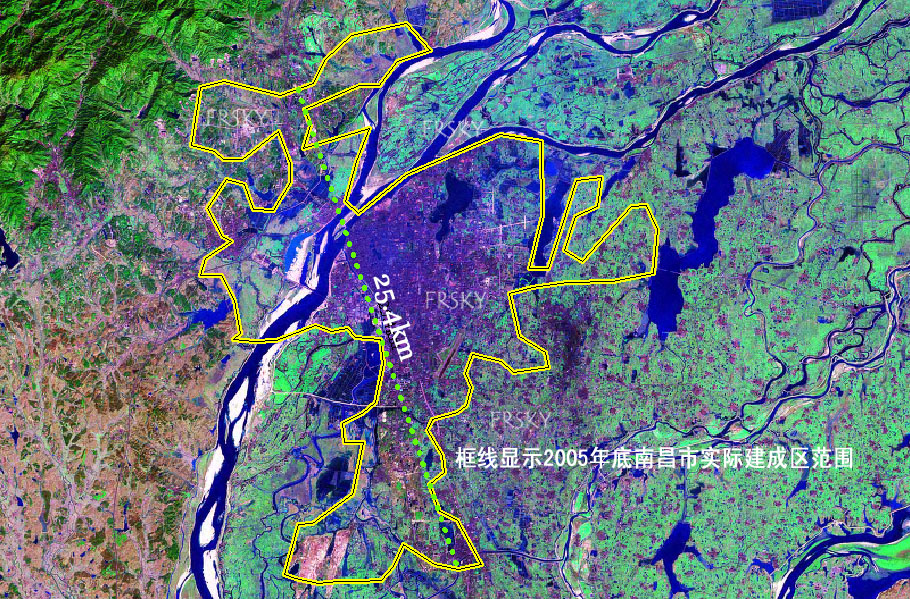
南昌市城区卫星图（2005年）

南昌是中国首批历史文化名城、首批低碳试点城市，曾荣获全国文明城市、国家创新型城市、国际花园城市、国家园林城市、国家卫生城市、全球十大动感都会。南昌是一座依山傍水的城市，西枕梅岭西山，赣江穿城而过，两河八湖点缀其中，水域面积达到29.78%，城市绿化良好，空气质量清新，被誉为鄱湖明珠、中国水都。

### 地形
江西省周边均为山地，境内多为丘陵，唯独赣北一处由于赣江、抚河、信江、鄱江、修水从四方汇聚与此注入鄱阳湖，所以形成鄱阳湖平原，介于东经115°27'—116°35'、北纬28°10'—29°11'之间。南昌市就位于豫章平原中部，赣江之畔。南昌具有“西山东水”的自然地势，市区西北部有一座孤立的西山山脉——梅岭，呈西南东北走向，主峰洗药峰海拔841.1米，是全市的最高点。在全市土地面积构成中，平原占35.8%，水域占29.8%，岗地、低丘占34.4%。

### 水系

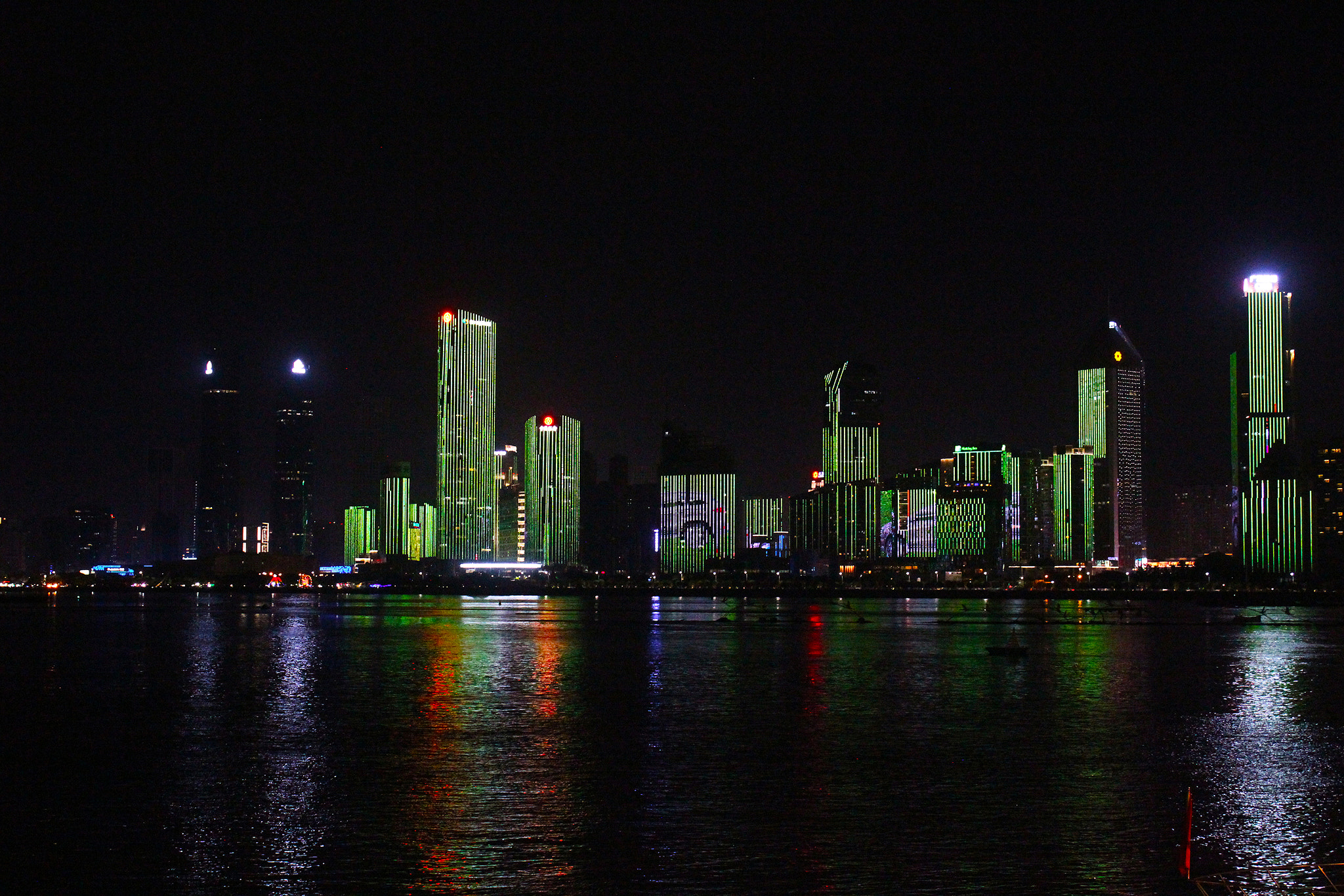
赣江

全境均为鄱阳湖水系，境内江河有赣江、抚河、锦河、潦河、雄溪河。湖泊有军山湖、金溪湖、青岚湖等数百个大小湖泊。市区湖泊主要有东湖、西湖、南湖、北湖、青山湖、艾溪湖、瑶湖、象湖、黄家湖（含礼步湖、碟子湖）。湖在城中，城在湖中。

### 自然资源
全市耕地面积20.87万公顷，其中有效灌溉面积19 .9万公顷，占95.4%.在有效灌溉面积中，旱涝保收面积16万公顷，占80.4%.全市年均产水量59.73亿立方米，地表径流量为51.42亿立方米，还原水量为4.07亿立方米，地下水资源为14.8亿立方米。水资源蕴藏量为7.27万千瓦，占蕴藏量的33.7%。林地面积13.2万公顷，森林覆盖率17.1%，活立木蓄积量220万立方米。

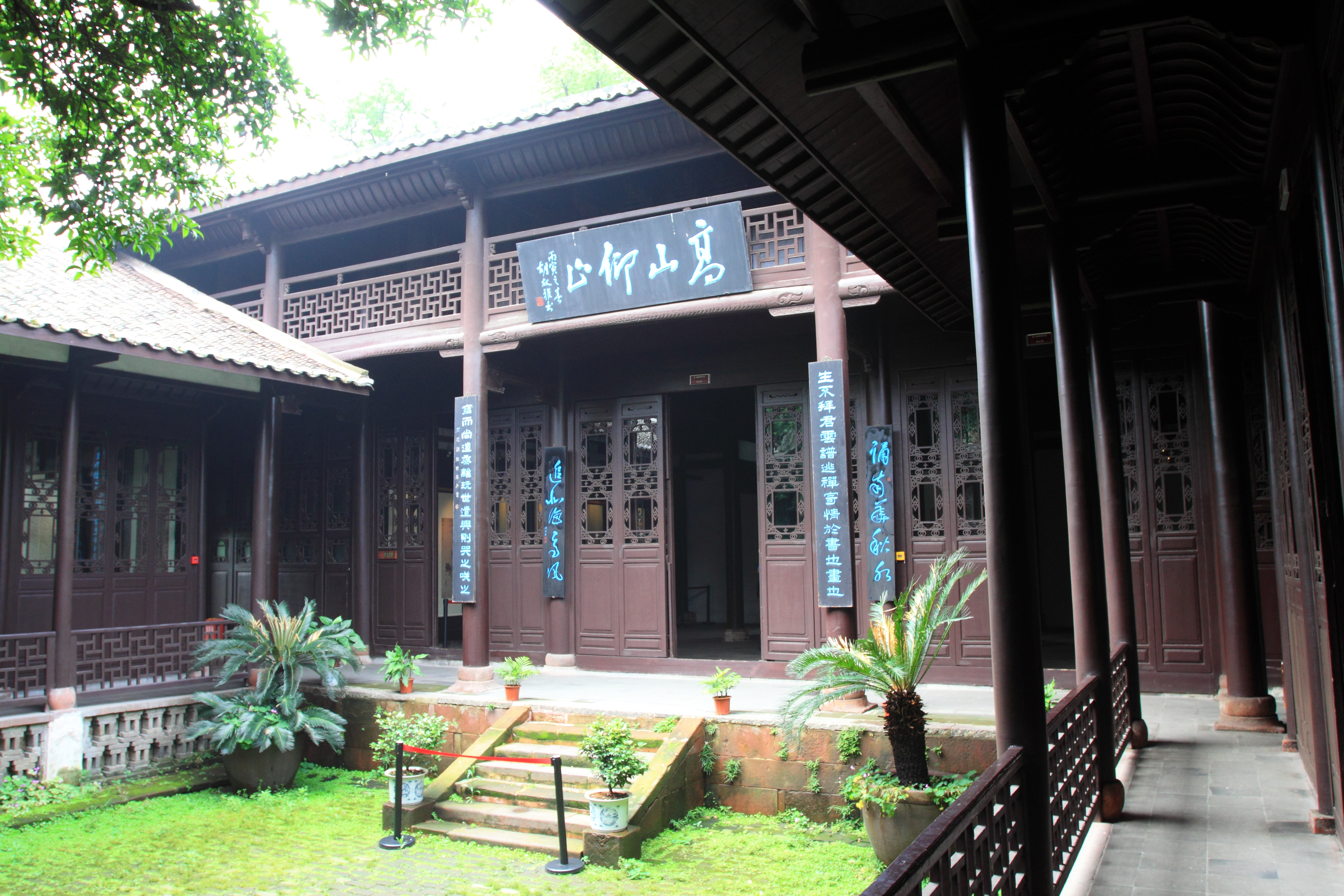
南昌市青云谱

### 环境品質
环境品質总体状况良好。全年空气质量优良率达到95.3%；生活污水处理率达77.3%以上，工业废水排放达标率达94.5%以上；集中式饮用水源水质达标率达到99.8%；区域环境噪声均值控制在56.1分贝以下，交通干线噪声均值控制在69.9分贝以下；工业固废处置利用率达到87.6%以上。

### 气候
南昌属湿润的亚热带季风气候，四季分明。春季阴雨天气较多，日照偏少。雨季主要在4－6月，总雨量占全年雨量近50%，暴雨天气及洪涝灾害大多出现在雨季。年平均气温18.2℃，1月平均气温5.7℃，7月平均气温29.6℃，夏季闷热，是中国火炉城市之一，40℃以上高温少见（1951-2013年日最高温≥40℃天数2天）。
| 南昌市气象数据（1981年至2010年） | 南昌市气象数据（1981年至2010年） | 南昌市气象数据（1981年至2010年） | 南昌市气象数据（1981年至2010年） | 南昌市气象数据（1981年至2010年） | 南昌市气象数据（1981年至2010年） | 南昌市气象数据（1981年至2010年） | 南昌市气象数据（1981年至2010年） | 南昌市气象数据（1981年至2010年） | 南昌市气象数据（1981年至2010年） | 南昌市气象数据（1981年至2010年） | 南昌市气象数据（1981年至2010年） | 南昌市气象数据（1981年至2010年） | 南昌市气象数据（1981年至2010年） |
| 月份                             | 1月                              | 2月                              | 3月                              | 4月                              | 5月                              | 6月                              | 7月                              | 8月                              | 9月                              | 10月                             | 11月                             | 12月                             | 全年                             |
| -------------------------------- | -------------------------------- | -------------------------------- | -------------------------------- | -------------------------------- | -------------------------------- | -------------------------------- | -------------------------------- | -------------------------------- | -------------------------------- | -------------------------------- | -------------------------------- | -------------------------------- | -------------------------------- |
| 历史最高温 °C（°F）              | 25.3 (77.5)                      | 28.7 (83.7)                      | 32.5 (90.5)                      | 34.6 (94.3)                      | 36.5 (97.7)                      | 37.7 (99.9)                      | 40.6 (105.1)                     | 39.7 (103.5)                     | 38.6 (101.5)                     | 38.6 (101.5)                     | 32.3 (90.1)                      | 26.1 (79.0)                      | 40.6 (105.1)                     |
| 平均高温 °C（°F）                | 8.8 (47.8)                       | 11.2 (52.2)                      | 15.2 (59.4)                      | 21.7 (71.1)                      | 26.9 (80.4)                      | 29.6 (85.3)                      | 33.7 (92.7)                      | 33.1 (91.6)                      | 29.1 (84.4)                      | 24.1 (75.4)                      | 17.9 (64.2)                      | 11.9 (53.4)                      | 21.9 (71.4)                      |
| 日均气温 °C（°F）                | 5.5 (41.9)                       | 7.7 (45.9)                       | 11.4 (52.5)                      | 17.7 (63.9)                      | 22.8 (73.0)                      | 25.9 (78.6)                      | 29.5 (85.1)                      | 28.9 (84.0)                      | 25.1 (77.2)                      | 19.9 (67.8)                      | 13.7 (56.7)                      | 7.9 (46.2)                       | 18.0 (64.4)                      |
| 平均低温 °C（°F）                | 3.0 (37.4)                       | 5.2 (41.4)                       | 8.7 (47.7)                       | 14.6 (58.3)                      | 19.7 (67.5)                      | 23.0 (73.4)                      | 26.1 (79.0)                      | 25.8 (78.4)                      | 22.2 (72.0)                      | 16.8 (62.2)                      | 10.6 (51.1)                      | 4.9 (40.8)                       | 15.1 (59.2)                      |
| 历史最低温 °C（°F）              | −7.7 (18.1)                      | −9.3 (15.3)                      | −1.7 (28.9)                      | 2.4 (36.3)                       | 10.0 (50.0)                      | 14.8 (58.6)                      | 18.9 (66.0)                      | 19.5 (67.1)                      | 13.3 (55.9)                      | 3.5 (38.3)                       | −0.8 (30.6)                      | −9.7 (14.5)                      | −9.7 (14.5)                      |
| 平均降水量 mm（）                | 76.7 (3.02)                      | 105.1 (4.14)                     | 177.6 (6.99)                     | 221.0 (8.70)                     | 219.5 (8.64)                     | 296.3 (11.67)                    | 145.3 (5.72)                     | 123.9 (4.88)                     | 72.2 (2.84)                      | 54.2 (2.13)                      | 77.7 (3.06)                      | 44.1 (1.74)                      | 1,613.6 (63.53)                  |
| 平均降水天数（≥ 0.1 mm）         | 13.3                             | 13.6                             | 17.3                             | 17.2                             | 15.7                             | 15.0                             | 10.5                             | 10.3                             | 6.9                              | 7.6                              | 8.5                              | 8.2                              | 144.1                            |
| 平均相對濕度（％）               | 76                               | 77                               | 79                               | 79                               | 78                               | 82                               | 76                               | 76                               | 75                               | 71                               | 71                               | 71                               | 76                               |
| 月均日照時數                     | 89.0                             | 83.1                             | 94.2                             | 125.2                            | 161.4                            | 159.5                            | 248.6                            | 233.2                            | 189.5                            | 168.4                            | 143.0                            | 137.8                            | 1,832.9                          |
| 可照百分比                       | 28                               | 27                               | 23                               | 30                               | 36                               | 39                               | 59                               | 60                               | 50                               | 47                               | 46                               | 44                               | 41                               |
| 来源：中国气象局                 |                                  |                                  |                                  |                                  |                                  |                                  |                                  |                                  |                                  |                                  |                                  |                                  |                                  |

## 政治

### 现任领导
| 机构     | · 中国共产党 · 南昌市委员会 | 南昌市人民代表大会 常务委员会 | 南昌市人民政府    | · 中国人民政治协商会议 · 南昌市委员会 |
| 职务     | 书记                        | 主任                          | 市长              | 主席                                  |
| -------- | --------------------------- | ----------------------------- | ----------------- | ------------------------------------- |
| 姓名     | 李红军                      | 吴伟柱                        | 高世文            | 卢伟平                                |
| 民族     | 汉族                        | 汉族                          | 汉族              | 汉族                                  |
| 籍贯     | 湖北省当阳市                | 江西省庐山市                  | 山东省青州市      | 江西省万载县                          |
| 出生日期 | 1965年9月（59歲）           | 1962年10月（62歲）            | 1974年6月（51歲） | 1963年10月（61歲）                    |
| 就任日期 | 2021年7月                   | 2020年5月                     | 2024年8月         | 2021年10月                            |

### 行政区划
南昌市下辖6个市辖区、3个县。
- 市辖区：东湖区、西湖区、青云谱区、青山湖区、新建区、红谷滩区
- 县：南昌县、安义县、进贤县

此外，南昌市设立了以下县级经济管理区：国家级南昌经济技术开发区、国家级南昌高新技术产业开发区。
还有暂时赋予所有县级管理权限的湾里管理局。
南昌市政府原先驻市中心胜利路，于2001年驻红谷滩新区市政府大楼，位于红谷滩新区秋水广场西侧。江西省人民政府于2016年搬迁至红角洲江西省行政中心，针对市中心的省府大院正进行重新规划提升。

## 人口
2022年末，南昌市常住人口为653.81万人。 
根据2020年第七次全国人口普查，全市常住人口为6,255,007人。同第六次全国人口普查的5,042,566人相比，十年共增加了1,212,441人，增长24.04%，年平均增长率为2.18%。其中，男性人口为3,274,240人，占总人口的52.35%；女性人口为2,980,767人，占总人口的47.65%。总人口性别比（以女性为100）为109.85。0－14岁的人口为1,090,937人，占总人口的17.44%；15－59岁的人口为4,227,905人，占总人口的67.59%；60岁及以上的人口为936,165人，占总人口的14.97%，其中65岁及以上的人口为659,536人，占总人口的10.54%。居住在城镇的人口为4,883,763人，占总人口的78.08%；居住在乡村的人口为1,371,244人，占总人口的21.92%。
根据2010年第六次全国人口普查，0－14 岁的人口为 931135 人，占总人口的 18.47%；15－64 岁的人口为 3722485 人，占总人口的 73.82%；65 岁及以上人口为 388945 人；占总人口的 7.71%。同2000年第五次全国人口普查相比，0-14岁人口的比重下降了5.81个百分点，15-64岁人口的比重上升了4.54 个百分点，65岁及以上人口的比重上升了 1.27个百分点。

### 民族
全市常住人口中，汉族人口为6,206,427人，占99.22%；各少数民族人口为48,580人，占0.78%。与2010年第六次全国人口普查相比，汉族人口增加1,183,863人，增长23.57%，占总人口比例下降0.38个百分点；各少数民族人口增加28,578人，增长142.88%，占总人口比例增加0.38个百分点。
共有37个民族，即汉族、回族、满族、壮族、苗族、畲族、藏族、蒙古族、土家族、侗族、瑶族、俄罗斯族、布依族、彝族、朝鲜族、维吾尔族、门巴族、独龙族、基诺族、东乡族、仫佬族、拉祜族、白族、佤族、哈尼族、傣族、黎族、僳傈族、高山族、水族、纳西族、景颇族、土族、锡伯族、毛南族、羌族、京族。

## 交通

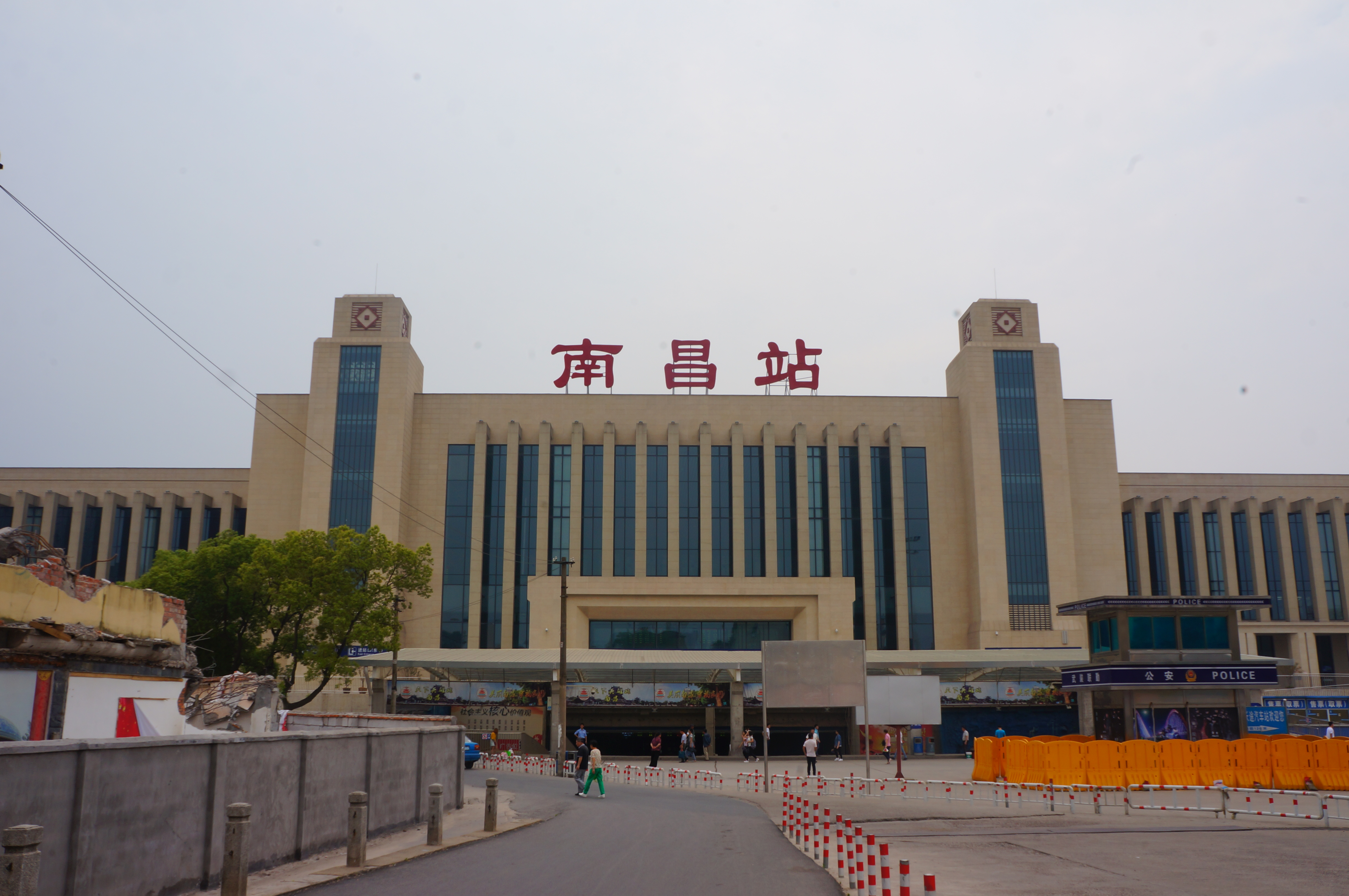
南昌站东广场

南昌地理位置优越，交通便利，被誉为“襟三江而带五湖，控蛮荆而引瓯越”之地，依托高速铁路和航空枢纽，连接三大重要经济圈（长三角、珠三角、海西区）的省际交通廊道。南昌是全国综合交通枢纽之一、江西最重要的综合交通枢纽之一。

### 铁路
南昌铁路交通非常发达，南昌局为中国最重要的铁路局之一，承接东南方向的铁路运输。京九铁路、沪昆铁路、昌九城际铁路、沪昆客运专线、昌福铁路、京港高速铁路、杭昌高速铁路在南昌交汇，市南郊向塘西站是有98股道的全国第二大货运编组站。

#### 火车站

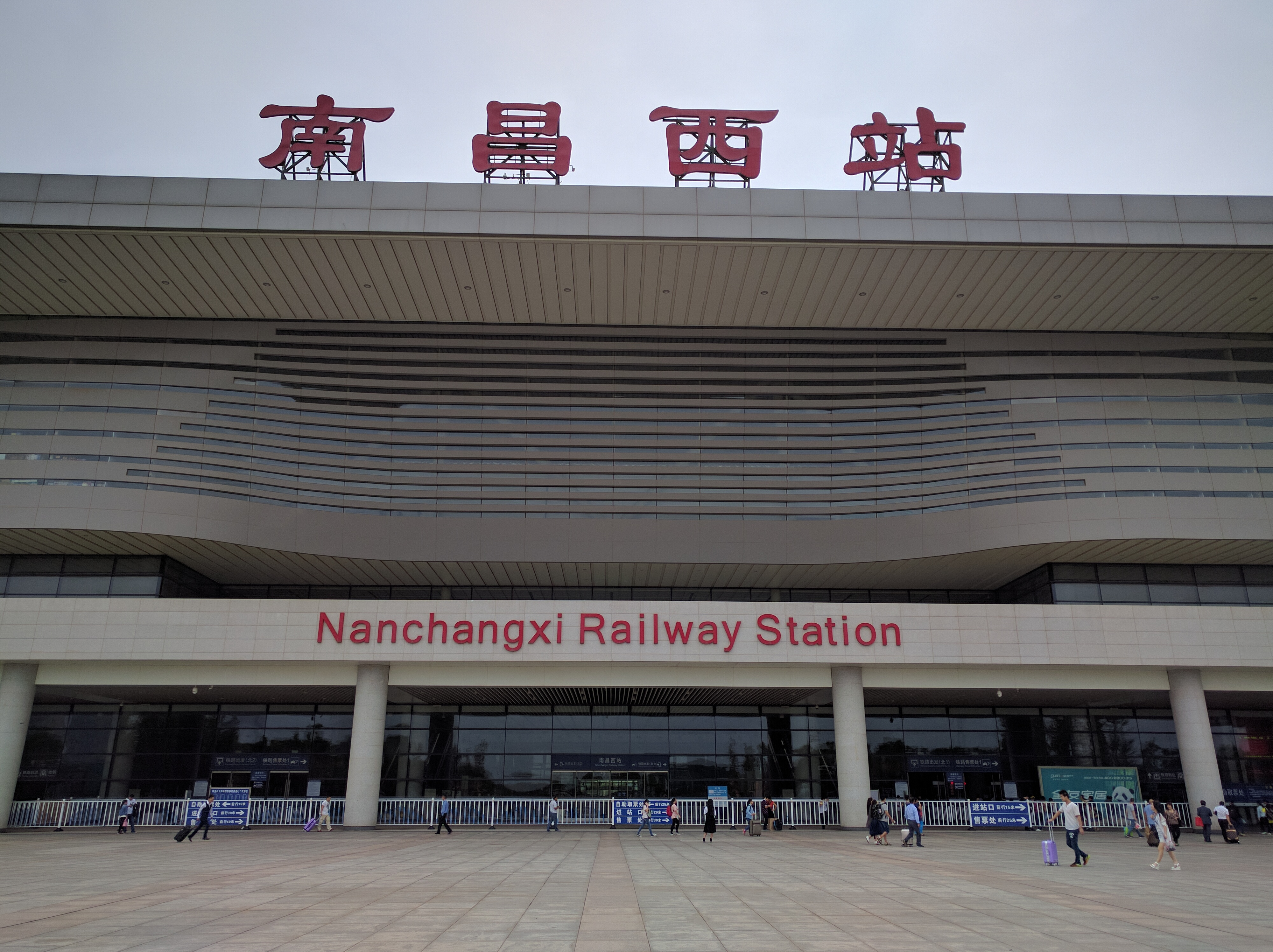
南昌高铁西客运站

南昌市境内将形成“三主三辅”6个客运站的格局，其中南昌西站、南昌站、南昌东站为主要客运站，昌北机场站、南昌南站、向塘站为辅助客运站；多个货运站：南昌北站、青云谱站、莲塘站、三江镇站等。

### 公路
南昌公路交通高速立体， 105国道、 238国道、 316国道、 320国道、 353国道等十几条国道在南昌交汇， 南昌绕城高速、 昌九高速、 梨温高速公路， 昌金高速，昌赣高速，赣粤高速， 沪昆高速纵贯南昌的南北东西，发达的高速公路网络直贯湘、鄂、皖、浙、闽、粤等邻省而与全国联网，从南昌驱车安徽、湖北、湖南、浙江等周边省省会的距离全部在5小时以内，形成了一个以南昌为中心的“5小时经济圈”。
- 354国道0公里起点。

### 水运

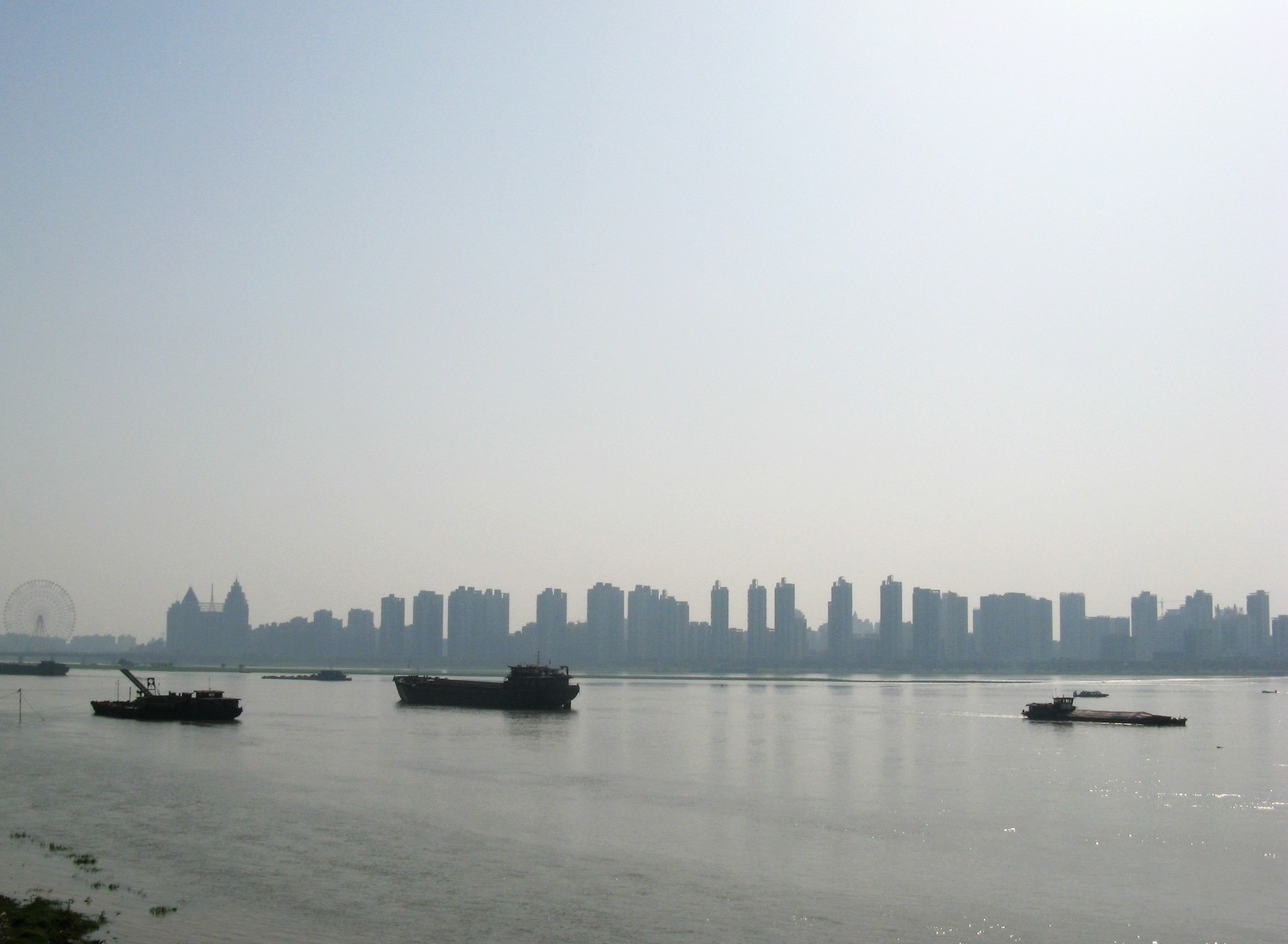
赣江水运

南昌水运交通便利，水路可通赣江、抚河、锦江和鄱阳湖沿岸城镇及长江各口岸。南昌港近年发展迅速，水路运输最大内河装载能力为1000吨，可由九江沿长江水域经上海港出海。

### 航空

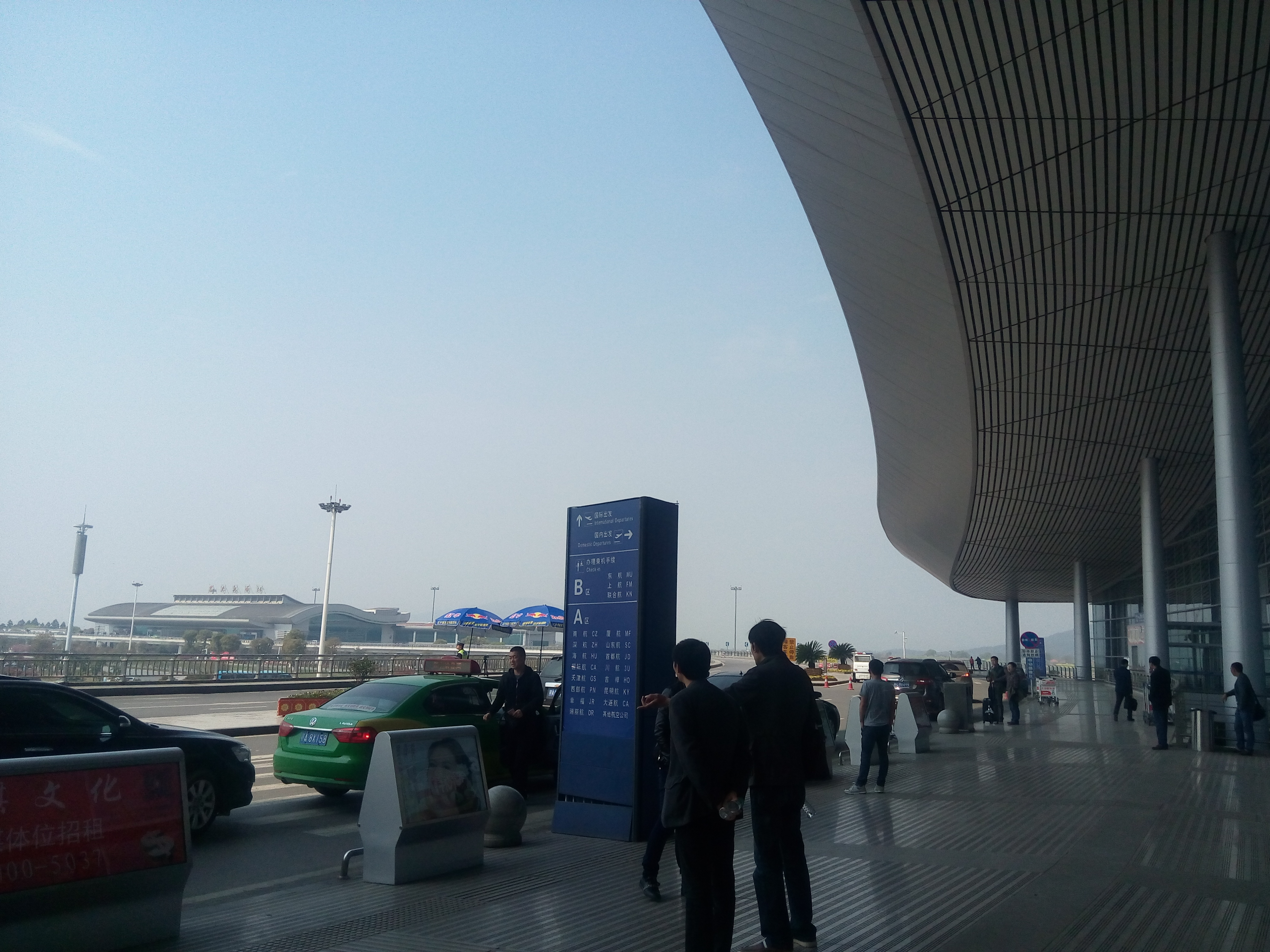
南昌昌北国际机场

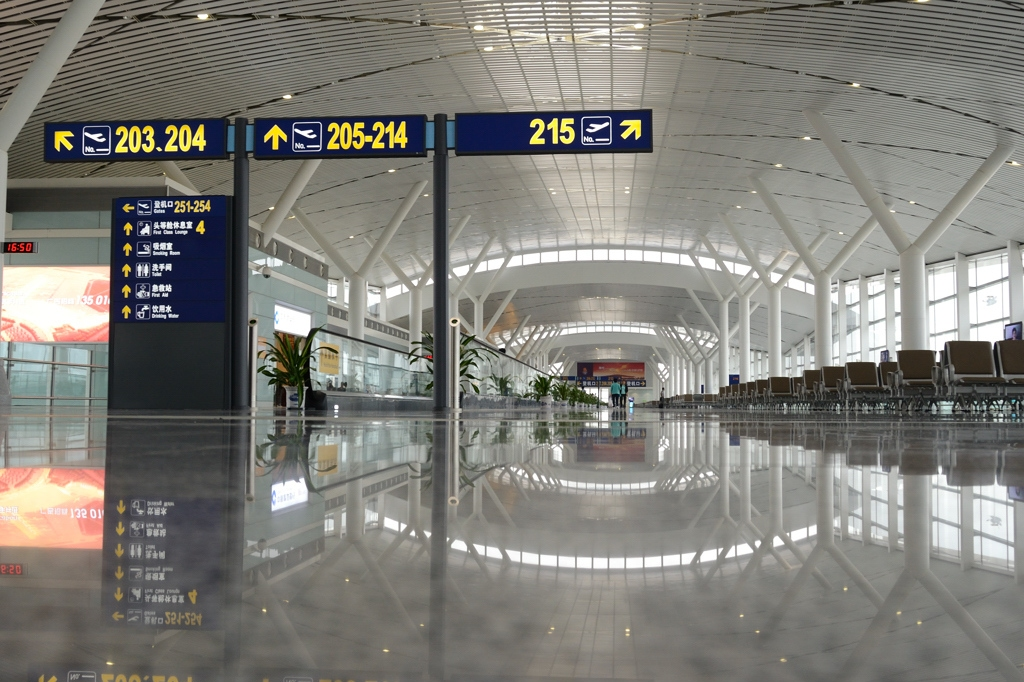
南昌昌北机场

南昌昌北国际机场是江西省内最大的机场。2014年南昌昌北机场通航国际地区航点达到10个，该机场2014年旅客运输量725万人次，增长6.3%，其中南昌航空口岸出入境突破28万人次，增长近40%，成为机场运输量增长的重要力量，并将继续保持高速发展态势。2017年12月6日，南昌机场年旅客吞吐量突破1000万人次，成为全国第31家“千万级机场”。2017年全年旅客吞吐量达到1093万，同比增长39.0%，旅客吞吐量净增307万人次；航班起降8.9万架次，同比增长35.2%；货邮吞吐量5.2万吨，同比增长3.3%。为配合京九高铁及南昌北站空港复合交通枢纽建设近期正在进行大规模扩建和升级。

### 城市轨道交通

#### 地铁
南昌地铁是江西省首个地铁系统。南昌是中国大陆第二批地铁城市。将连接南昌的主城区和各个卫星城，于2015年12月26日开通载客试运营，南昌是中国大陆第25个投入运营地铁的城市。南昌轨道交通项目规划工作1999年启动，并于2009年正式开工建设，其中1、2号线一期总长50.996公里（一号线均为地下线）。1号线已于2015年底正式开通运营，2号线于2019年6月30日全线开通运营。
截止2021年12月，南昌地铁共有4条运营线路，共有103座运营车站，线路总长128.6千米。

#### 比亚迪云巴
2020年6月17日，南昌跟比亚迪股份有限公司签署了战略合作协议，在南昌高新区合作共同推进云巴（即“云中巴士”）项目建设，助力南昌轨道交通开启新时代。

### 出租车
南昌市出租车起步8元/2公里，超出2公里后每公里2.1元；23:00至5:00，每公里租价加收20%的夜间行驶补贴费。行车时速低于12km/h，每5分钟加收1公里租价；载客行驶单程超过8公里后，每公里加收50%的空驶补贴费。出租车旅途需要经过收费桥梁、高速公路、过渡费由乘客负担。

### 公交
南昌市拥有数千辆空调公共汽车，是国内线路最完善的公交系统之一，也是国内五星服务公交运营系统，拥有亚洲最先进的GPS定位报站系统，通过公交车专用智能语音播报显示车站牌，实时准确到站信息。随着南昌轨道交通线路的逐渐开通，南昌市交通管理局的交通发展思路演变为“轨交、公交、大巴与微公交相辅相成”。目前还在规划有轨电车及高架桥，形成现代化城市公共交通服务。

## 经济
2022年，南昌市实现地区生产总值7203.50亿元，比上年增长4.1%，三次产业结构3.4:48.4:48.2，人均地区生产总值111031元，增长1.8%，按年平均汇率计算，折合16507美元。

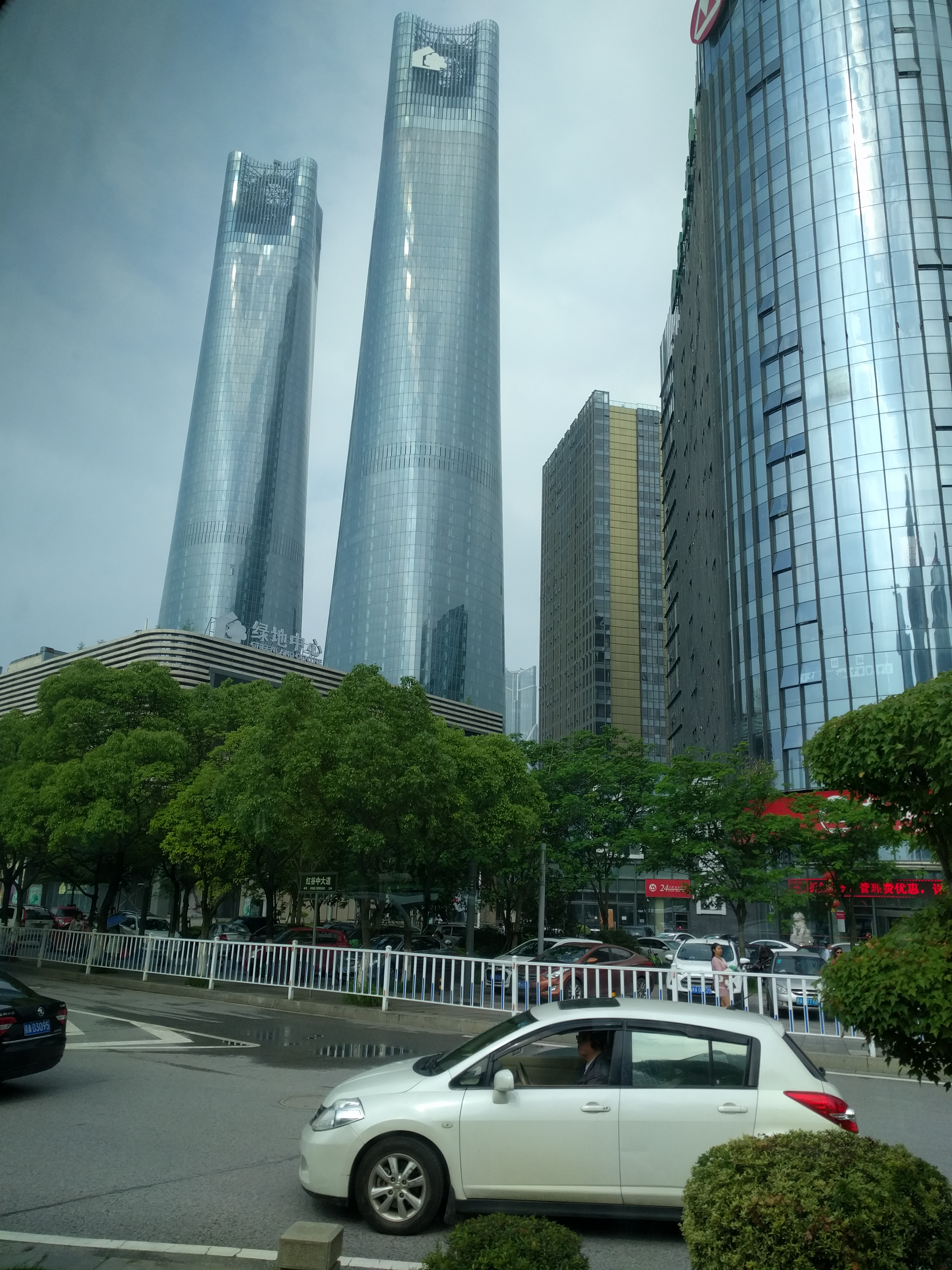
南昌绿地中央广场

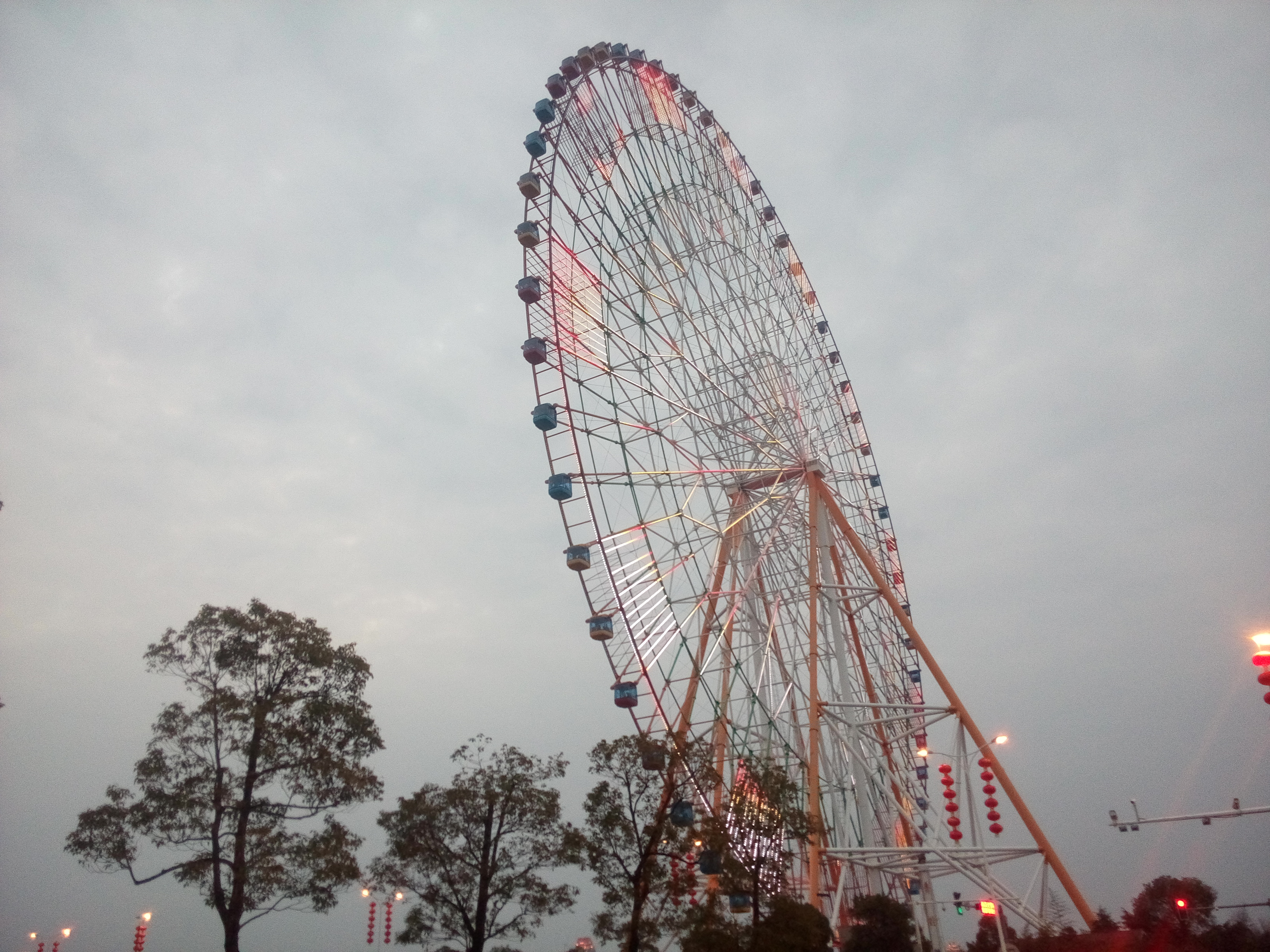
南昌之星

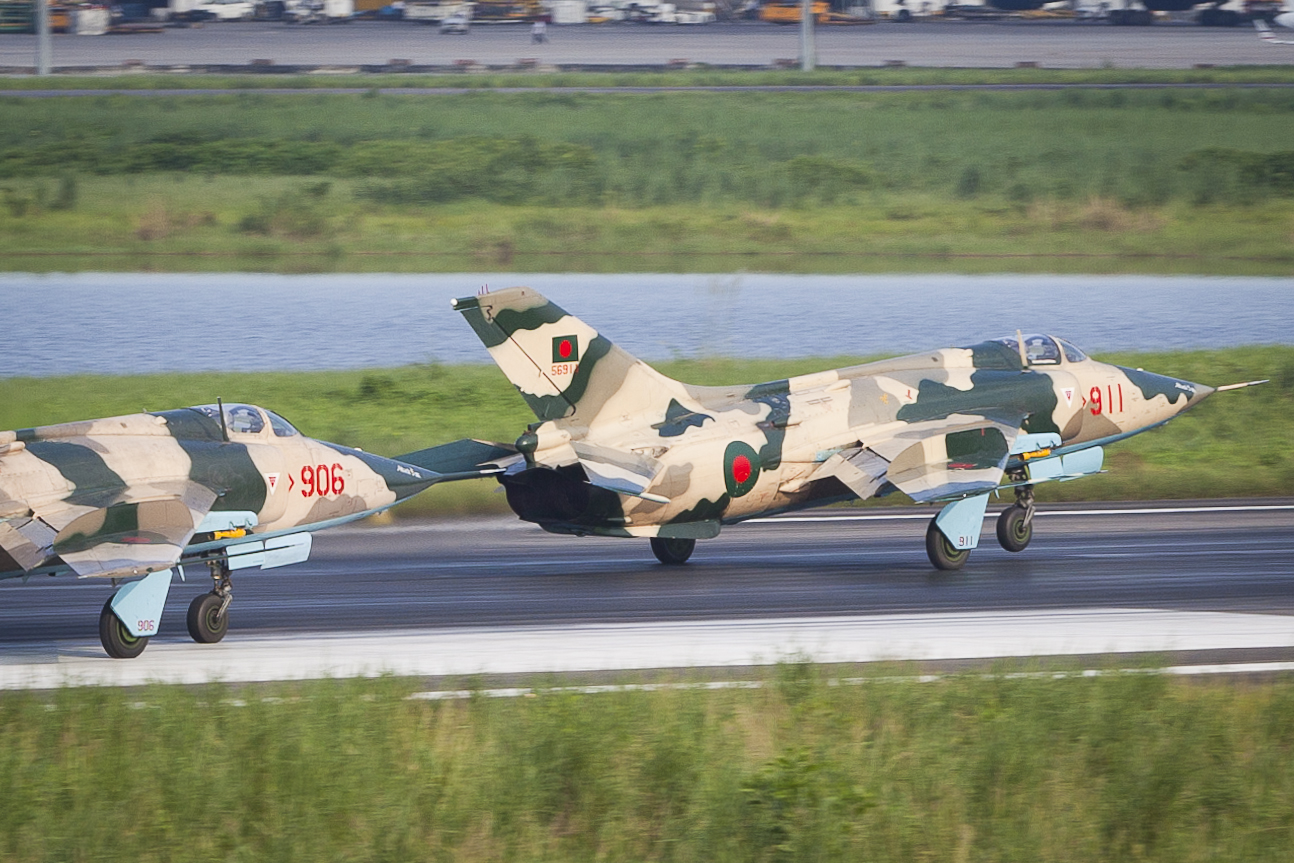
南昌飞机公司(現改為洪都航空工业)外銷孟加拉的強五攻擊機

南昌市经济发展迅速，在全球发展最快的20个城市中名列第15名，是中国乃至全球未来最具发展潜力的城市之一。南昌市牢固树立新发展理念，以供给侧结构性改革为主线，以创新驱动为引领，以高质量发展为中心，以新经济增长为动力，切实提高供给体系质量和效率，筑牢“稳”的基础，下足“进”的功夫，支撑经济向好的积极因素和新动能加快集聚。上半年，南昌市实现地区生产总值2394.98亿元，按可比价计算，同比增长9.1%。
南昌2021年全市地区生产总值达到6650.53亿元，比2020年增长8.7%。2017年全市实现地区生产总值（GDP）5003.19亿元，比上年增长9.0%,第一产业增加值192.13亿元，增长4.0%；第二产业增加值2666.10亿元，增长8.4%；第三产业增加值2144.96亿元，增长10.2%。人均生产总值81598元，按年均汇率折算为12285美元，全年财政总收入782.82亿元，比上年增长14.3%。南昌是沿海地区商贸辐射中西部的中转枢纽。市内大型商业蓬勃发展，形成了“城内大商场，城郊大市场，城外大物流”的格局。
城内以八一广场为中心形成中山路—胜利路—八一广场—丁公路—北京路的中心商圈，红谷滩和高新及朝阳今年也形成区域性商圈。近年南昌结合旧城改造，高规格规划建设了万寿宫江右商帮历史文化区、百花洲四湖公园、佑民寺佛教文化区、绳金塔历史文化区、六眼井历史文化区、进贤仓历史文化区及红色经典传统文化街区改造提升。结合原有的传统滕王阁景区及八一广场景区形成中山路贯连的南昌城中心历史文化商业区。

### 工业
南昌的汽车制造、冶金、机电、纺织、化工，医药等现代化工业体系，和以电子信息、生物工程、新材料、软件、服务外包等为代表的新兴高新技术产业在国内外具有一流的水平。南昌实行外向型经济发展战略，扶植大企业，大力发展出口加工工业，实现了经济起飞。在新时期，南昌大力发展光伏产业、电子信息产业、培育世界级VR产业基地。
南昌工业发达，中国最大的攻防导弹都在这里诞生。改革开放以来，南昌的汽车制造、冶金、机电、纺织、化工、医药等现代化工业体系，和以电子信息、生物工程、新材料、软件等为代表的新兴高新技术产业也具有相当的水平。目前正围绕打造现代制造业重要基地，以工业园区为主战场，已形成了六大支柱、十大产品基地。南昌是国家创新型城市，拥有国家级以上工业园区8个、规模企业近1000家。南昌小蓝工业园是全省世界500强企业入驻最多的工业园区。已有福特、日立、惠普、微软、沃尔玛、麦当劳、麦德龙、肯德基、ABB、家乐福、可口可乐、百事可乐、联邦快递、马士基、默克制药、贝塔斯曼等上百家世界500强落户。

### 农业
南昌农业现代化，拥有煌上煌，国鸿，正邦，英雄，天天阳光等一批高新技术农业企业，大大提高了农产品的技术含量。实现了产量稳中有升、结构优化提升、基础巩固提高、村镇面貌一新。形成了优质大米、优质果品、瘦肉型猪、特种水产等“十大主导产品”，是中国大陆重要的商品粮和农副产品的生产基地，全市正在形成“县有品牌、乡有产业、村有基地”的特色农业经济板。

### 金融业
南昌是华中地区的重要金融中心之一，正在加速建设红谷滩中央商务区（CBD），已拥有渣打银行、大新银行、汇丰银行、东亚银行四家外资银行。同时还拥有兴业银行、浙商银行、浦发银行、招商银行、中信银行、民生银行、华夏银行、光大银行、渤海银行、广发银行、平安银行等全国性股份制银行和北京银行、九江银行、赣州银行、上饶银行等城市商业银行。本地银行为“江西银行”与“南昌农商银行”。江西银行2018年6月于香港IPO。

### 现代服务业
南昌被誉为“花园英雄城”。每年来南昌以其独特的“红色，绿色，古色”景点吸引了一大批国内外游客前来观光旅游、投资兴业的国内外客商。近年南昌结合旧城改造，高规格规划建设了万寿宫江右商帮历史文化区、百花洲四湖公园、佑民寺佛教文化区、绳经塔历史文化区、六眼井历史文化区、进贤仓历史文化区及红色经典传统文化街区改造提升。结合原有的传统滕王阁景区及八一广场景区形成中山路贯连的南昌城中心历史文化商业区。
南昌现代服务业发达，南昌市目前现有建成的五星级酒店57家、四星级酒店90余家。南昌市著名宾馆：滨江宾馆、江西宾馆、江西饭店、东方豪景酒店（原经济大楼）、前湖迎宾馆、嘉莱特和平酒店、嘉莱特精典酒店（原南昌宾馆）、南昌瑞颐酒店、香格里拉酒店、喜来登酒店、力高皇冠酒店、凯美开元名都大酒店（原五湖大酒店）、绿地华邑酒店、万达富力嘉华酒店等。

## 城市建设

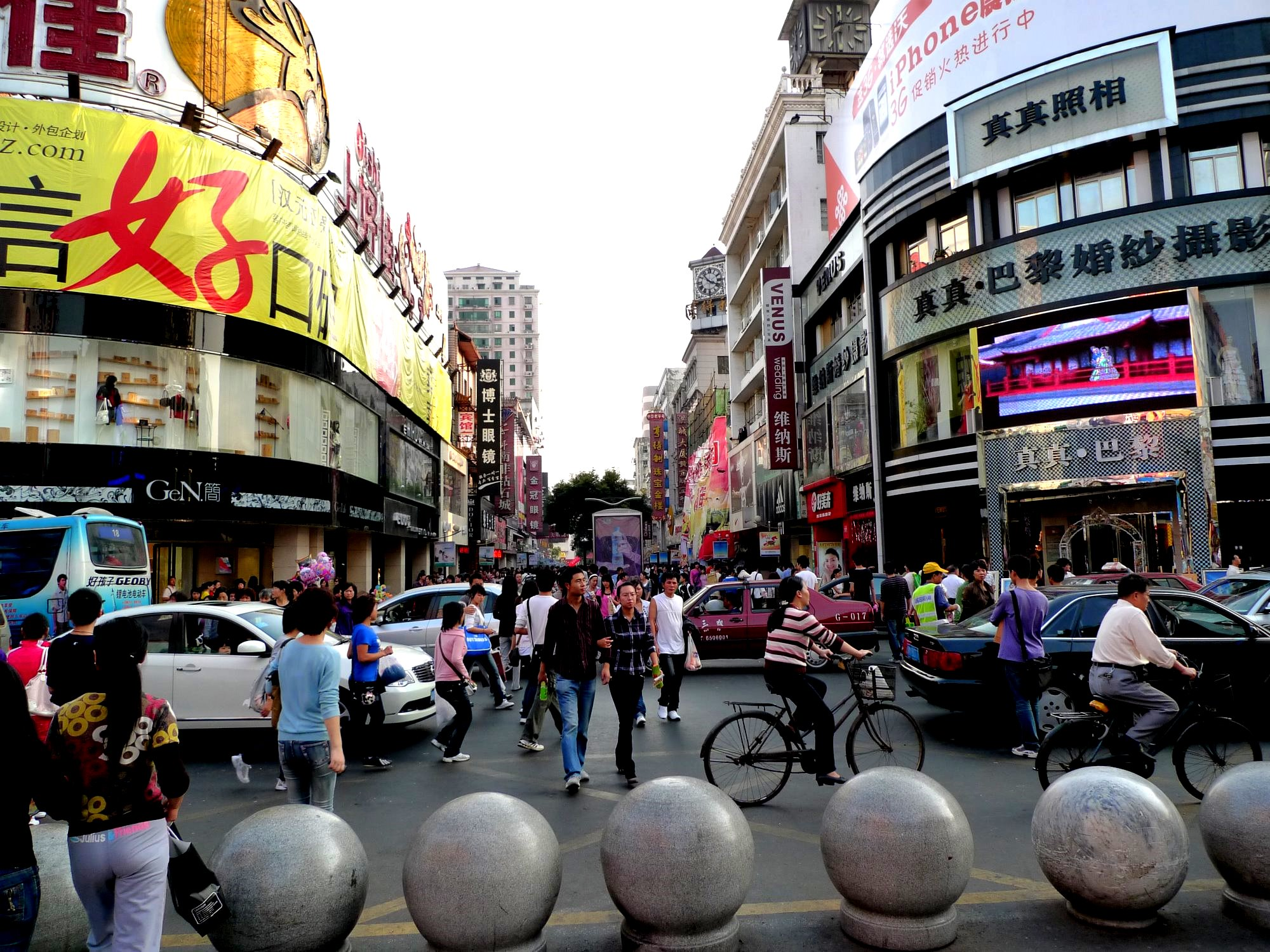
南昌胜利路

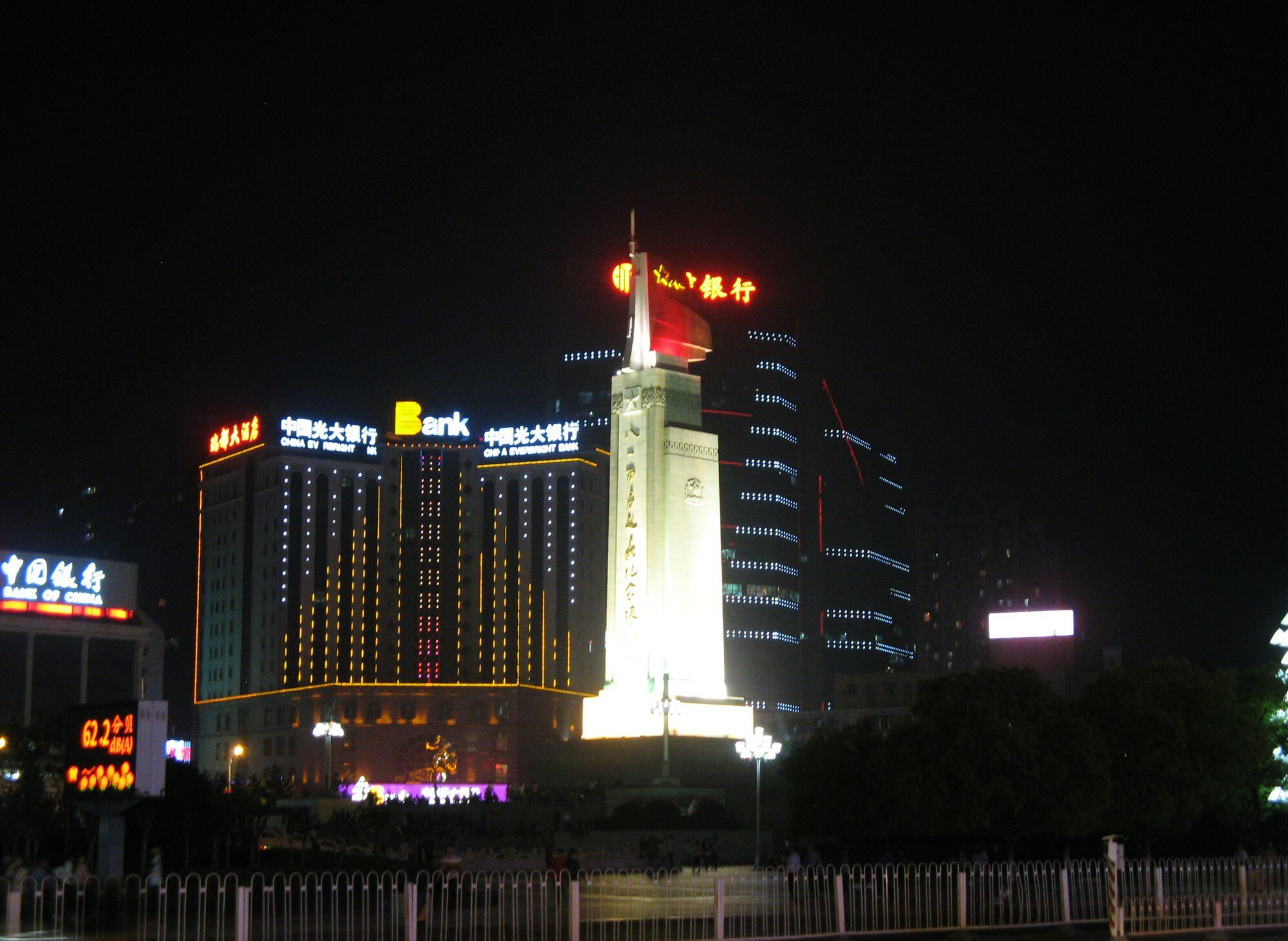
八一广场夜景

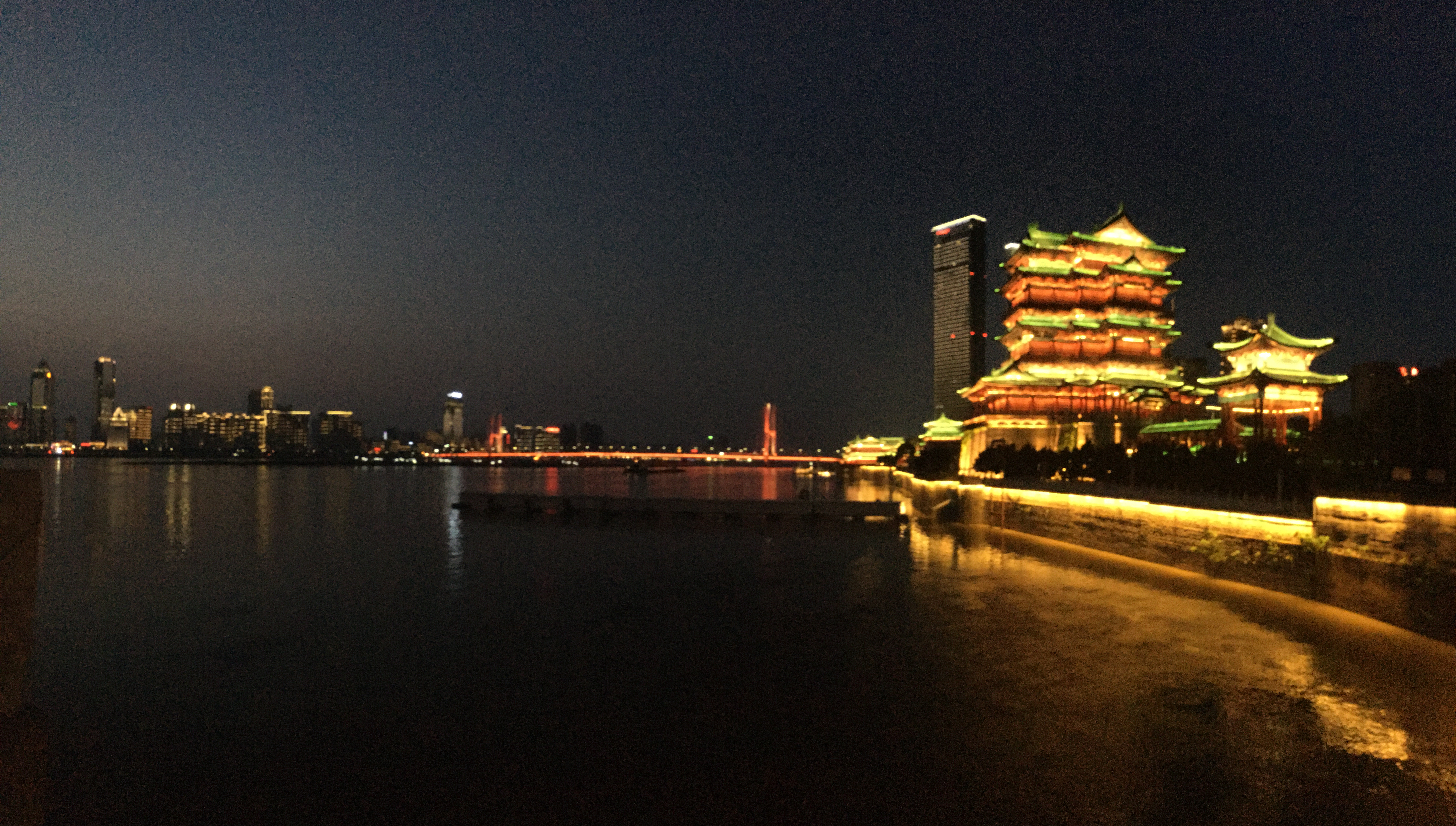
滕王阁 赣江

南昌城旧有的格局为「七門九洲十八坡，三湖九津通贛鄱」。民国以来，随着现代化城市建设的推进，南昌的城市格局有了较大发展：
1934年蒋中正在此发起新生活运动时，在南昌城区内兴修（改建）8条主要街道，以古代文化先贤命名，曰“八大乡贤”路，即：阳明路（得名于王阳明）、叠山路（得名于谢枋得）、孺子路（得名于徐孺子）、永叔路（得名于欧阳修）、船山路（得名于王夫之）、子固路（得名于曾巩）、象山路（得名于陆九渊）、渊明路（得名于陶渊明）等，此外还有子安路（得名于王勃）、榕门路（得名于陈宏谋）、苏圃路（得名于宋朝名士苏云卿）、丁公路（得名于丁永祚）、天佑路（得名于詹天佑）、安石路（得名于王安石），民德路（初名培德路，得名于朱培德）等等，这些路名沿用至今。
中共建政后，在首任省长邵式平主持下，南昌修建了八一大道、八一广场、南京路、北京路、解放路、上海路、广州路等。
自2000年以来，南昌市大力建设赣江西岸红谷滩新区，2001年12月南昌市人民政府迁入。目前南昌市形成了以市中心（以中山路——北京路为轴，八一大桥——阳明路，南昌大桥——洪城路——解放路，八一大道——洪都大道——上海路）为核心，城东高新区，城西红谷滩区（中央金融服务区+凤凰洲居住区+红角洲科教行政区），西南朝阳新城（中央生活区），城南青云谱工业文化区为核心的成熟区域，现大力发展九龙湖综合新城，昌北赣江新区儒乐湖新城、瑶湖未来航空科技城，昌南象湖新城，东南南昌东站高铁新城区域。
城区目前共有跨江、跨湖大桥若干座，主要跨江大桥有：八一大桥、南昌大桥、赣江大桥、生米大桥、英雄大桥、朝阳大桥、九龙湖大桥（建设中）、洪州大桥（建设中）。主要跨湖大桥有：艾溪湖大桥、瑶湖大桥。主要跨江隧道为红谷隧道、二七隧道（待建）。主要跨湖隧道为：象湖隧道、青山湖隧道、九龙湖隧道、艾溪湖隧道、瑶湖隧道（待建）。

## 旅游

### 全国重点文物保护单位
- “八一”起义指挥部旧址
- 李渡烧酒作坊遗址
- 陈氏牌坊
- 八大山人纪念馆（原青云谱道观）
- 南昌新四军军部旧址
- 紫金城城址与铁河古墓群
- 朱权墓与乐安王墓
- 羽琌山馆和云亭别墅
- 邓小平旧居与劳动车间

### 风景名胜

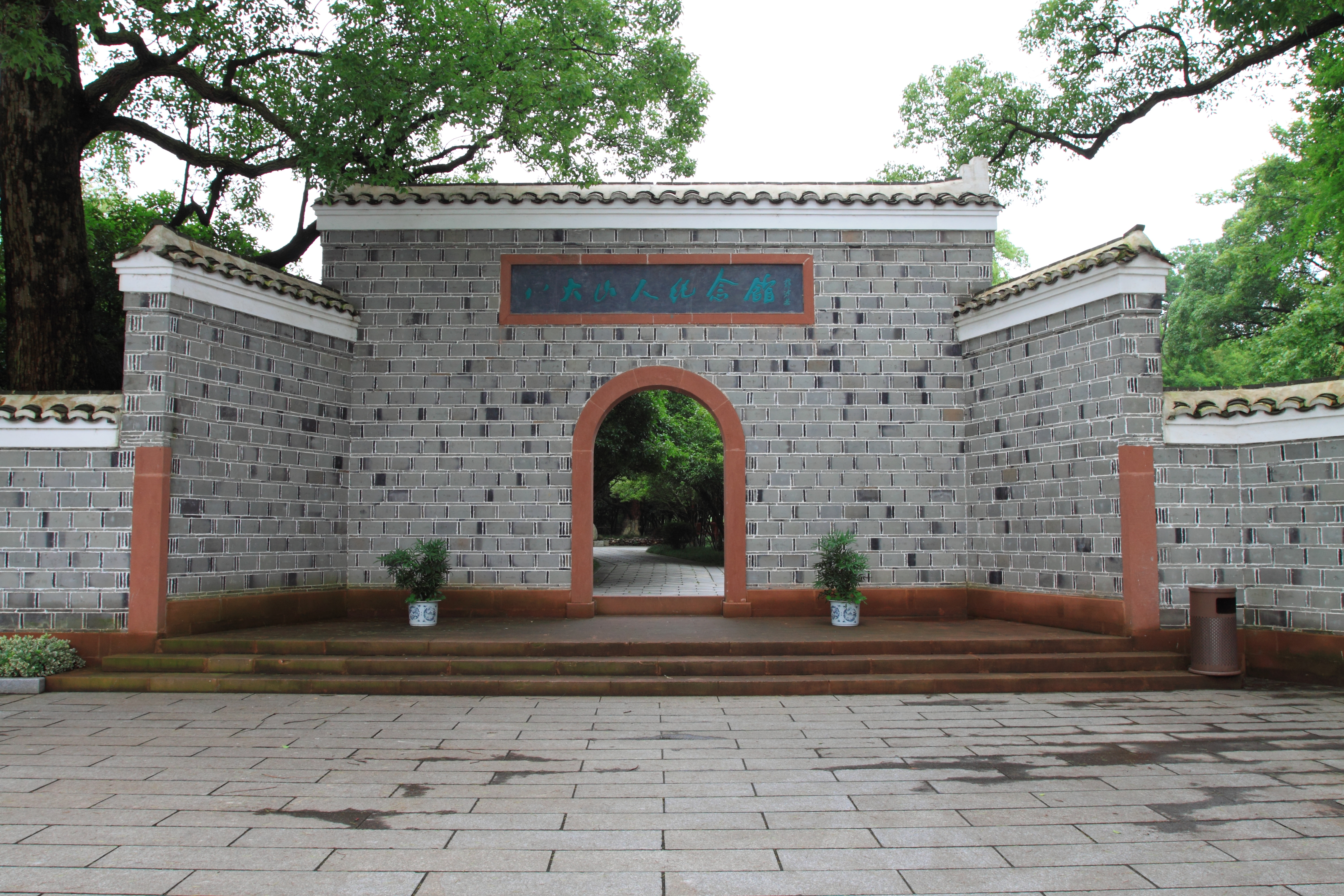
青云谱（八大山人纪念馆）

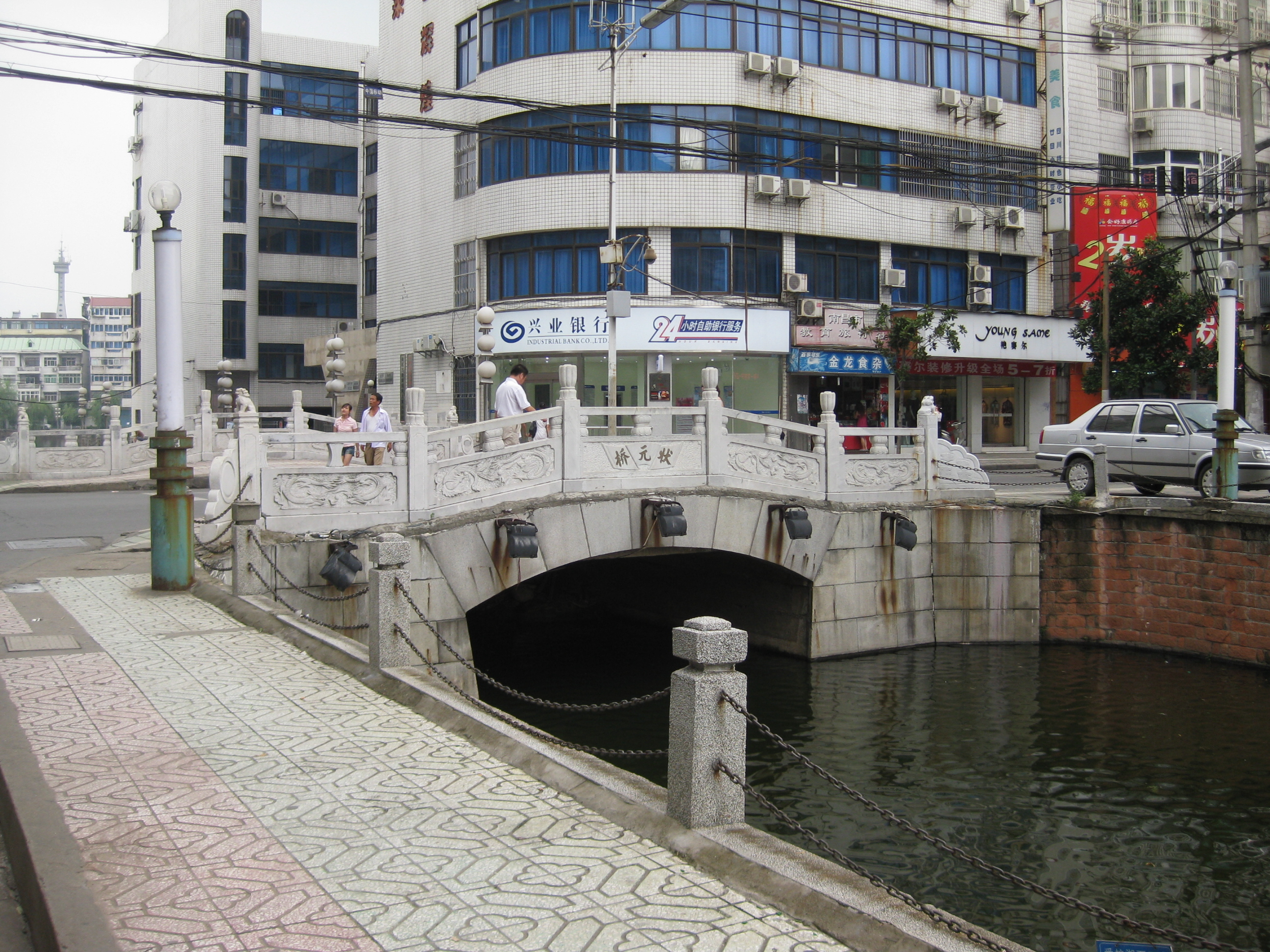
狀元橋

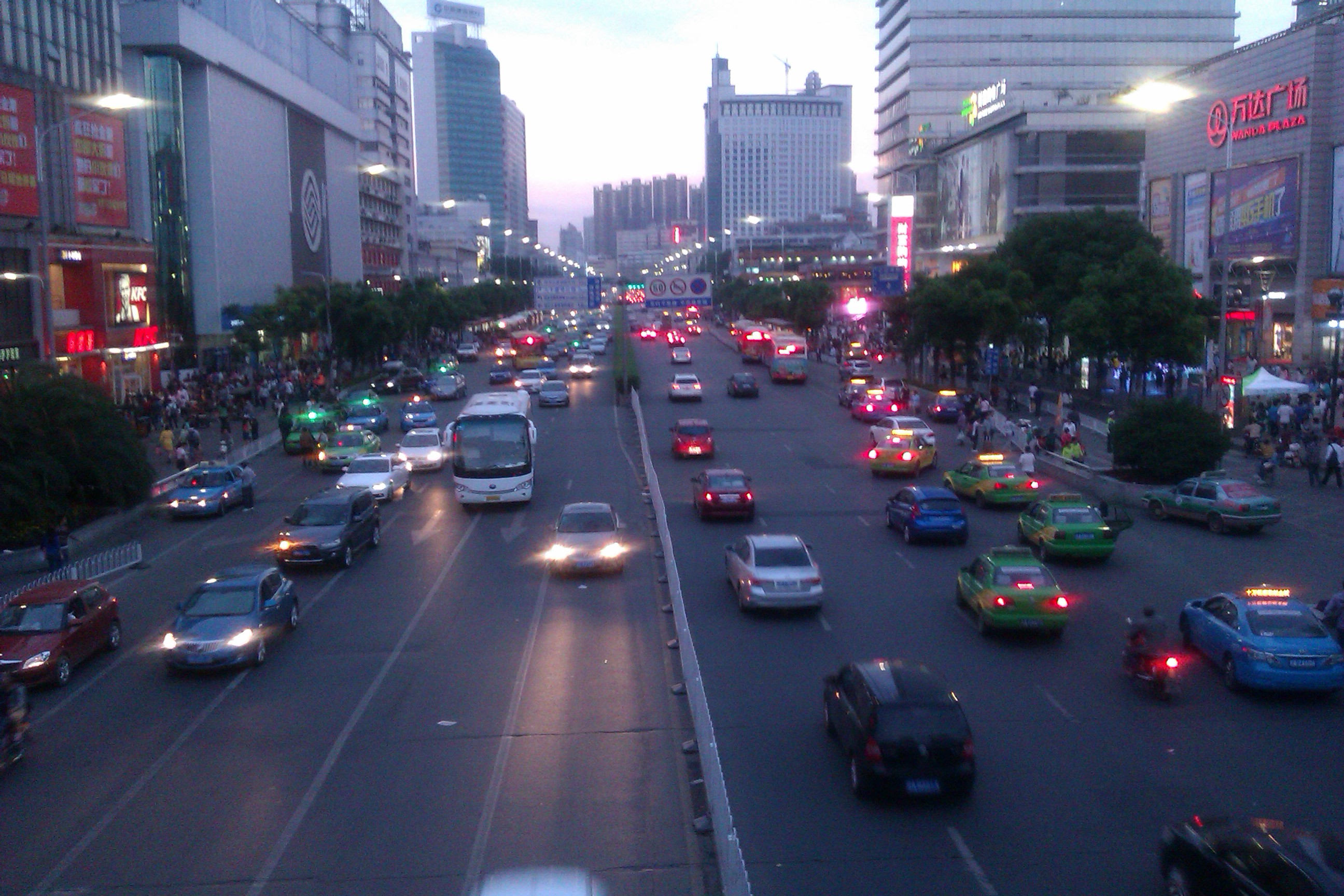
八一大道

- 城市景点：秋水广场、艾溪湖湿地公园、象湖公园、天香园、南昌之星摩天轮、江西省博物馆。
- 古迹：滕王阁、绳金塔、青云谱（八大山人纪念馆）、南昌万寿宫、西山万寿宫、佑民寺、百花洲、杏花楼、洪崖丹井、汪山土库、安义千年古村落、李渡烧酒作坊遗址、梅岭八大名刹（翠岩、香城、双岭、云峰、奉圣、安贤、六通、蟠龙）、南昌汉代海昏侯国国家考古遗址公园。
- 自然景观：梅岭国家森林公园、鄱阳湖候鸟保护区。

- 中国历史文化名村：安义县石鼻镇罗田村、
- 江西省历史文化名村：安义县石鼻镇水南村，京台村，进贤县架桥镇陈家村、新建县大塘坪乡汪山村、南昌县三江镇前后万村

## 文化
- 语言

赣语代表“南昌话”
- 戏曲相声

赣剧、南昌采茶戏、南昌清音、筱贵林南昌谐谑故事
- 民间技艺

赣绣、瓷版画、安义唢呐、文港毛笔
- 娱乐方式

麻将（南昌麻将）、扑克（二七王、斗牛、金花、四团）
- 体育

江西省体育馆、南昌八一体育场、江西省奥体中心体育场、南昌国际体育中心体育场
- 宗教信仰

道教（净明道）、佛教（洪州禅）、儒教（江右学）、天主教
- 媒体

江西电视台、南昌电视台、南昌人民广播电台、江南都市报、南昌晚报、都市消费报、信息日报、江西商报、江西晨报

### 饮食
口味偏辣偏油偏咸，选料广泛、主料突出、注重刀工、制作精细，在烹饪中突出“原汁原味”，为赣菜代表。著名菜品有：藜蒿炒腊肉、鄱阳湖狮子头、豫章酥鸡、三杯鸡、粉蒸肉等。
- 小吃

瓦罐汤、南昌炒粉、南昌拌粉、南昌白糖糕、糊羹（福羹）、芥菜团子、石头街麻花、炒螺蛳、水煮
- 名产

四特酒、大塘清明酒、李渡高粱酒、文港毛笔、罗家茅台酒、洪州白露茶、茉莉银毫茶、三江口萝卜腌菜、皇禽风味烤卤、军山湖大闸蟹、冻米糖、桃酥饼、炒货。

## 教育
南昌中等教育在全国享有很高的知名度，江西师大附中，南昌一中，南昌二中，南昌三中，南昌十中，江科附中，南昌十九中，南昌外国语学校，南昌大学附属中学，南昌铁路一中，南昌县莲塘一中，新建二中，进贤一中，安义中学是江西省首批重点中学，南昌拥有多所中国百强中学。每年考取清华北大有一百多人，师资配备、教学设施、教学质量都居于前列。
南昌是高教名城，是全国三大职业教育基地。全市拥有49所普通高等院校，高校数量位居全国前列，2021年在校研究生4.70万人，在校大学生70.80万人，在校中专生8.31万人，普通高中在校生11.77万人。南昌高等院校和科研院所较集中，科技优势明显，科技创新能力较高。南昌是中国的教育中心，集中了很多著名高等院校，著名的有南昌大学，江西师范大学（即享誉“南有中正，北有燕京”的前国立中正大学）、江西财经大学、江西农业大学、华东交通大学、南昌航空大学、东华理工大学、江西科技师范大学、江西中医药大学、南昌工程学院等。

## 友好城市
南昌与下面城市结为友好城市：
- 北馬其頓斯科普里（Skopje）
- 墨西哥托卢卡（Toluca）
- 日本高松市（Takamatsu）
- 芬兰瓦尔凯阿科斯基（Valkeakoski）
- 芬兰托伊亚拉（Toijala）
- 法國第戎（Dijion）
- 罗州市（Naju）
- 巴西索罗卡巴（Sorocaba）
- 阿根廷基尔梅斯（Quilmes）
- 德国派讷（Peine）
- 南非新堡（Newcastle）
- 美国奥林匹亚市（Olympia）
- 西班牙阿尔瓦塞特（Albacete）
- 英国林肯市（Lincoln）